# Morti nel 1973

## Gennaio(82)
- 1º gennaio - Mario Massa, sceneggiatore, regista e scrittore italiano (n. 1897)
- 1º gennaio - Gino Pedrazzoli, generale italiano (n. 1884)
- 1º gennaio - Giambattista Salinari, partigiano e storico della letteratura italiano (n. 1909)
- 2 gennaio - Franciska Gaal, attrice ungherese (n. 1904)
- 2 gennaio - Eleazar López Contreras, politico e generale venezuelano (n. 1883)
- 2 gennaio - Einar Snitt, calciatore svedese (n. 1905)
- 3 gennaio - Carlo Carli, dirigente sportivo italiano (n. 1901)
- 3 gennaio - Max Neuenschwander, calciatore svizzero (n. 1902)
- 4 gennaio - Vladimir Adol'fovič Šnejderov, regista cinematografico sovietico (n. 1900)
- 5 gennaio - Alexandre Arnoux, poeta, drammaturgo e saggista francese (n. 1884)
- 5 gennaio - Robert Bibal, regista e sceneggiatore francese (n. 1900)
- 5 gennaio - Leonardo Lusanna, architetto italiano (n. 1908)
- 5 gennaio - Henny Skjønberg, attrice norvegese (n. 1886)
- 6 gennaio - Enrico Garbosi, cestista e allenatore di pallacanestro italiano (n. 1916)
- 6 gennaio - Ermelinda Rigon, insegnante italiana (n. 1889)
- 7 gennaio - Umberto Tupini, avvocato e politico italiano (n. 1889)
- 8 gennaio - Luigi Calderini, pittore e scultore italiano (n. 1880)
- 8 gennaio - Giovanni De Toni, pediatra italiano (n. 1895)
- 8 gennaio - Karel Podrazil, calciatore cecoslovacco (n. 1905)
- 8 gennaio - Eugen Schuhmacher, zoologo tedesco (n. 1906)
- 9 gennaio - Harry Vandiver, matematico statunitense (n. 1882)
- 10 gennaio - Josef Jelínek, calciatore cecoslovacco (n. 1902)
- 11 gennaio - Carmine Della Sala, militare italiano (n. 1927)
- 11 gennaio - Imre Erdődy, ginnasta ungherese (n. 1889)
- 12 gennaio - Francesco Brach Papa, aviatore italiano (n. 1891)
- 12 gennaio - Turk Edwards, giocatore di football americano statunitense (n. 1907)
- 12 gennaio - Roy Franklin Nichols, storico statunitense (n. 1896)
- 13 gennaio - Fernando Cento, cardinale e arcivescovo cattolico italiano (n. 1883)
- 13 gennaio - Vasilij Nikolajevič Panov, scacchista e giornalista sovietico (n. 1906)
- 13 gennaio - Gustave Raballand, vescovo cattolico e missionario francese (n. 1901)
- 13 gennaio - Julija Rjabčinskaja, canoista sovietica (n. 1947)
- 13 gennaio - Ranieri di Borbone-Due Sicilie, principe (n. 1883)
- 14 gennaio - Gigi Monticone, giornalista, scrittore e partigiano italiano (n. 1925)
- 14 gennaio - Fernando Paggi, direttore d'orchestra e musicista italiano (n. 1914)
- 14 gennaio - Sidney Souers, militare e politico statunitense (n. 1892)
- 15 gennaio - Coleman Francis, regista, attore e produttore cinematografico statunitense (n. 1919)
- 15 gennaio - John C. Lee, militare statunitense (n. 1918)
- 15 gennaio - William McIntosh, calciatore scozzese (n. 1879)
- 15 gennaio - Lucio Ridenti, attore e giornalista italiano (n. 1895)
- 17 gennaio - Erland Ellingsen, calciatore norvegese (n. 1900)
- 17 gennaio - Fred Essler, attore statunitense (n. 1895)
- 17 gennaio - Tarsila do Amaral, pittrice, disegnatrice e traduttrice brasiliana (n. 1886)
- 18 gennaio - Al Horowitz, scacchista e giornalista statunitense (n. 1907)
- 18 gennaio - Stanley Smith Stevens, psicologo statunitense (n. 1906)
- 19 gennaio - Max Adrian, attore irlandese (n. 1903)
- 19 gennaio - Johnny Jorgensen, cestista statunitense (n. 1921)
- 20 gennaio - Alberto Augusto, calciatore portoghese (n. 1898)
- 20 gennaio - Julio Buchs, regista e sceneggiatore spagnolo (n. 1926)
- 20 gennaio - Amílcar Cabral, politico guineense (n. 1924)
- 20 gennaio - Antonio Torrini, arcivescovo cattolico italiano (n. 1878)
- 21 gennaio - Ermenegildo Gastaldi, neurologo e psichiatra italiano (n. 1907)
- 21 gennaio - Henri Seyrig, archeologo, numismatico e storico francese (n. 1895)
- 21 gennaio - Benedikt Szabolcsi, musicologo ungherese (n. 1899)
- 22 gennaio - Boris Kapitanovič Aleksandrov, ingegnere sovietico (n. 1889)
- 22 gennaio - Nicolò Asaro, politico italiano (n. 1920)
- 22 gennaio - Giulio Battiferri, attore italiano (n. 1893)
- 22 gennaio - Yaakov Dori, generale israeliano (n. 1899)
- 22 gennaio - Lyndon B. Johnson, politico statunitense (n. 1908)
- 22 gennaio - Dragutin Vragović, calciatore jugoslavo (n. 1897)
- 23 gennaio - Riccardo Ferrari, imprenditore e politico italiano (n. 1888)
- 23 gennaio - Kid Ory, trombonista e direttore d'orchestra statunitense (n. 1886)
- 24 gennaio - Cesare Bertoni, violinista italiano (n. 1886)
- 24 gennaio - J. Carrol Naish, attore statunitense (n. 1896)
- 24 gennaio - Francesco Scotti, politico italiano (n. 1910)
- 24 gennaio - Masao Ōba, pugile giapponese (n. 1949)
- 25 gennaio - Aldo Checchini, giurista italiano (n. 1885)
- 25 gennaio - Tauno Lappalainen, fondista finlandese (n. 1898)
- 26 gennaio - Aldo Arzilli, politico italiano (n. 1912)
- 26 gennaio - Phin Choonhavan, generale e politico thailandese (n. 1891)
- 26 gennaio - Edward G. Robinson, attore rumeno (n. 1893)
- 27 gennaio - Emil Preetorius, illustratore e scenografo tedesco (n. 1883)
- 28 gennaio - John Banner, attore statunitense (n. 1910)
- 28 gennaio - Vladimir Belokurov, attore sovietico (n. 1904)
- 28 gennaio - Tommy Johnson, allenatore di calcio e calciatore inglese (n. 1901)
- 28 gennaio - Mario Zorzan, calciatore italiano (n. 1912)
- 29 gennaio - Egidio Luigi Lanzo, vescovo cattolico italiano (n. 1885)
- 29 gennaio - Ludwig Stössel, attore austriaco (n. 1883)
- 30 gennaio - James Barlow, scrittore britannico (n. 1921)
- 30 gennaio - Jack MacGowran, attore irlandese (n. 1918)
- 31 gennaio - Ragnar Frisch, economista norvegese (n. 1895)
- 31 gennaio - Maurice Gravelines, calciatore francese (n. 1891)
- 31 gennaio - Şehzade Mahmud Şevket, principe ottomano (n. 1903)

## Febbraio(81)
- 1º febbraio - Cornelio Fietta, politico italiano (n. 1893)
- 1º febbraio - Edward Sternaman, giocatore di football americano statunitense (n. 1895)
- 3 febbraio - André Barsacq, regista, scenografo e direttore teatrale francese (n. 1909)
- 3 febbraio - Mario Pasqualillo, cantante italiano (n. 1892)
- 3 febbraio - Nino Piccaluga, tenore italiano (n. 1890)
- 3 febbraio - Andy Razaf, compositore e poeta statunitense (n. 1895)
- 4 febbraio - Rolando Alarcón, cantautore, musicista e compositore cileno (n. 1929)
- 4 febbraio - Martti Haavio, poeta finlandese (n. 1899)
- 5 febbraio - Hansína Regína Björnsdóttir, fotografa islandese (n. 1884)
- 5 febbraio - John Heysham Gibbon, chirurgo statunitense (n. 1903)
- 6 febbraio - Almir Pernambuquinho, calciatore brasiliano (n. 1937)
- 6 febbraio - Ira Sprague Bowen, astronomo statunitense (n. 1898)
- 6 febbraio - George Pearson, regista inglese (n. 1875)
- 6 febbraio - Nick Stabulas, batterista statunitense (n. 1929)
- 7 febbraio - Pietro Gerace, calciatore italiano (n. 1903)
- 8 febbraio - Agostino Casati, partigiano e politico italiano (n. 1897)
- 8 febbraio - Juan Guidi, calciatore argentino (n. 1930)
- 9 febbraio - Antonino Basile, storico, etnografo e scrittore italiano (n. 1908)
- 9 febbraio - Ferenc Pusztai, calciatore ungherese (n. 1910)
- 10 febbraio - Augusto De Marsanich, politico e giornalista italiano (n. 1893)
- 10 febbraio - Maurice Escande, attore e regista francese (n. 1892)
- 11 febbraio - Hans Jensen, fisico tedesco (n. 1907)
- 11 febbraio - David Lawrence, editore e imprenditore statunitense (n. 1888)
- 12 febbraio - Benjamin Frankel, compositore britannico (n. 1906)
- 12 febbraio - Umberto Zanolini, ginnasta italiano (n. 1887)
- 13 febbraio - Hans Globke, giurista tedesco (n. 1898)
- 13 febbraio - Hans Kmoch, scacchista austriaco (n. 1894)
- 13 febbraio - Alf Lagesen, calciatore norvegese (n. 1897)
- 13 febbraio - Bernard Weinberg, critico letterario statunitense (n. 1909)
- 14 febbraio - Wilf Chadwick, calciatore inglese (n. 1900)
- 14 febbraio - Antonio Pesenti, economista e politico italiano (n. 1910)
- 14 febbraio - Émile Reuter, politico lussemburghese (n. 1874)
- 15 febbraio - Wally Cox, attore statunitense (n. 1924)
- 15 febbraio - Natale Di Piazza, politico italiano (n. 1920)
- 15 febbraio - Pierre Fournier, giornalista, disegnatore e ambientalista francese (n. 1937)
- 15 febbraio - Tim Holt, attore statunitense (n. 1919)
- 15 febbraio - Achille Liénart, cardinale e vescovo cattolico francese (n. 1884)
- 16 febbraio - Cicely Mary Barker, illustratrice inglese (n. 1895)
- 16 febbraio - Georg Ferdinand Duckwitz, diplomatico tedesco (n. 1904)
- 16 febbraio - Mohammed Hassan, calciatore egiziano (n. 1905)
- 16 febbraio - Herbert J. Krapp, architetto e progettista statunitense (n. 1886)
- 17 febbraio - Gaetano Fiorentino, politico italiano (n. 1895)
- 17 febbraio - Francesco Jacomoni di San Savino, diplomatico e generale italiano (n. 1893)
- 17 febbraio - Pixinguinha, compositore, arrangiatore e polistrumentista brasiliano (n. 1897)
- 17 febbraio - Leopoldo Zagami, politico e avvocato italiano (n. 1905)
- 18 febbraio - Aristide Cavallini, ciclista su strada italiano (n. 1899)
- 18 febbraio - Frank Costello, mafioso italiano (n. 1891)
- 18 febbraio - Max Mack, regista, sceneggiatore e attore tedesco (n. 1884)
- 19 febbraio - Léon Darrien, ginnasta belga (n. 1887)
- 19 febbraio - Ivan T. Sanderson, biologo e scrittore scozzese (n. 1911)
- 19 febbraio - Armando Segato, calciatore e allenatore di calcio italiano (n. 1930)
- 19 febbraio - Joseph Szigeti, violinista ungherese (n. 1892)
- 20 febbraio - Silvan Gastone Ghigi, pittore e scultore italiano (n. 1928)
- 20 febbraio - Nikifor Mran'ka, drammaturgo, romanziere e insegnante russo (n. 1901)
- 20 febbraio - Ugo Schiffo, calciatore italiano (n. 1899)
- 21 febbraio - Enrico Minio, politico e partigiano italiano (n. 1906)
- 21 febbraio - Dimităr Pešev, politico bulgaro (n. 1894)
- 22 febbraio - Elizabeth Bowen, scrittrice irlandese (n. 1899)
- 22 febbraio - Katina Paxinou, attrice greca (n. 1900)
- 22 febbraio - Winthrop Rockefeller, politico statunitense (n. 1912)
- 23 febbraio - André Curvale, aviatore e militare francese (n. 1904)
- 23 febbraio - Eduard Frühwirth, allenatore di calcio e calciatore austriaco (n. 1908)
- 23 febbraio - Robert Gascoyne-Cecil, V marchese di Salisbury, nobile e politico inglese (n. 1893)
- 23 febbraio - Gladys Hanson, attrice statunitense (n. 1883)
- 23 febbraio - Alberto Pirovano, genetista e agronomo italiano (n. 1884)
- 23 febbraio - Dickinson Richards, medico e fisiologo statunitense (n. 1895)
- 24 febbraio - Manolo Caracol, cantante e attore spagnolo (n. 1909)
- 24 febbraio - Alice Hollister, attrice statunitense (n. 1886)
- 24 febbraio - Erich Srbek, calciatore cecoslovacco (n. 1908)
- 25 febbraio - Cafiero Filippelli, pittore italiano (n. 1889)
- 25 febbraio - Bruno Ubertini, veterinario italiano (n. 1901)
- 26 febbraio - Jean Dries, pittore francese (n. 1905)
- 26 febbraio - Antonín Fivebr, allenatore di calcio e calciatore cecoslovacco (n. 1888)
- 27 febbraio - Bill Everett, fumettista statunitense (n. 1917)
- 27 febbraio - Nuto Navarrini, attore e cantante italiano (n. 1901)
- 28 febbraio - Juste Brouzes, calciatore francese (n. 1894)
- 28 febbraio - Donald Reed, attore messicano (n. 1901)
- 28 febbraio - Cecil Kellaway, attore britannico (n. 1893)
- 28 febbraio - Andrej Kostričkin, attore sovietico (n. 1901)
- 28 febbraio - Terig Tucci, compositore, violinista e pianista argentino (n. 1897)
- 28 febbraio - Józef Unrug, ammiraglio polacco (n. 1884)

## Marzo(94)
- 1º marzo - Lev Arcimovič, fisico russo (n. 1909)
- 1º marzo - Guido Nincheri, pittore, decoratore e architetto italiano (n. 1885)
- 2 marzo - Giovanni Busoni, calciatore e allenatore di calcio italiano (n. 1913)
- 2 marzo - Emanuele Cambilargiu, ufficiale e ingegnere italiano (n. 1894)
- 2 marzo - Jules Ladoumègue, mezzofondista francese (n. 1906)
- 2 marzo - Ugo Mulas, fotografo italiano (n. 1928)
- 2 marzo - Alina Szapocznikow, scultrice polacca (n. 1926)
- 3 marzo - József Bánás, calciatore e allenatore di calcio ungherese (n. 1894)
- 3 marzo - Rachel Dübendorfer, agente segreta polacca (n. 1900)
- 3 marzo - Romolo Ferrario, calciatore italiano (n. 1893)
- 3 marzo - Nikolaj Vasil'evič Nikitin, architetto e ingegnere sovietico (n. 1907)
- 3 marzo - Vera Panova, scrittrice russa (n. 1905)
- 4 marzo - Aurelio Angelo Colleoni, politico italiano (n. 1910)
- 4 marzo - Antoine Mélardy, pallanuotista belga (n. 1907)
- 4 marzo - Samuel Tolansky, fisico britannico (n. 1907)
- 5 marzo - Rupert Crosse, attore statunitense (n. 1927)
- 5 marzo - Michael Jeffery, imprenditore britannico (n. 1933)
- 5 marzo - Paul Kletzki, compositore e direttore d'orchestra polacco (n. 1900)
- 5 marzo - Vilém König, calciatore cecoslovacco (n. 1903)
- 5 marzo - Helmut Körnig, velocista tedesco (n. 1905)
- 5 marzo - Robert C. O'Brien, scrittore e giornalista statunitense (n. 1918)
- 6 marzo - Pearl S. Buck, scrittrice, giornalista e filantropa statunitense (n. 1892)
- 6 marzo - Umberto Cuzzi, architetto italiano (n. 1891)
- 6 marzo - Aleksandr Lukič Ptuško, regista, animatore e sceneggiatore sovietico (n. 1900)
- 7 marzo - Johann Risztics, aviatore austro-ungarico (n. 1895)
- 8 marzo - Benjamín de Arriba y Castro, cardinale e arcivescovo cattolico spagnolo (n. 1886)
- 8 marzo - George Beranger, attore e regista australiano (n. 1893)
- 8 marzo - Maria Luisa di Borbone-Orléans, principessa francese (n. 1896)
- 8 marzo - Pigpen McKernan, musicista statunitense (n. 1945)
- 8 marzo - Jan Oosthoek, calciatore olandese (n. 1898)
- 8 marzo - Eugène Ryter, sollevatore svizzero (n. 1890)
- 9 marzo - Henri Isemborghs, calciatore belga (n. 1914)
- 9 marzo - Frank Nelson, hockeista su ghiaccio statunitense (n. 1910)
- 10 marzo - Charles Baring, I barone Howick, diplomatico inglese (n. 1903)
- 10 marzo - Ivan Dérer, politico, avvocato e saggista slovacco (n. 1884)
- 10 marzo - Robert Siodmak, regista e sceneggiatore tedesco (n. 1900)
- 11 marzo - Theo Florin, poeta, giornalista e diplomatico slovacco (n. 1908)
- 11 marzo - Carmine Gallone, regista italiano (n. 1885)
- 11 marzo - Jess Robbins, regista, sceneggiatore e produttore cinematografico statunitense (n. 1886)
- 12 marzo - Marcel Desprets, schermidore francese (n. 1906)
- 12 marzo - Frankie Frisch, giocatore di baseball e allenatore di baseball statunitense (n. 1898)
- 12 marzo - Mary Gawthorpe, insegnante e attivista britannica (n. 1881)
- 12 marzo - André Robert Lévy, aviatore francese (n. 1893)
- 13 marzo - Melville Cooper, attore britannico (n. 1896)
- 13 marzo - Stacy Harris, attore canadese (n. 1918)
- 13 marzo - Josef Schneider, calciatore e allenatore di calcio austriaco (n. 1901)
- 14 marzo - Howard Hathaway Aiken, matematico statunitense (n. 1900)
- 14 marzo - Aldo Spallicci, medico, poeta e politico italiano (n. 1886)
- 14 marzo - Chic Young, fumettista statunitense (n. 1901)
- 15 marzo - Angelo Binaschi, calciatore italiano (n. 1889)
- 15 marzo - Jasper Maskelyne, illusionista inglese (n. 1902)
- 15 marzo - Angelo Rosso, allenatore di calcio e calciatore italiano (n. 1915)
- 16 marzo - Carl Benton Reid, attore statunitense (n. 1893)
- 17 marzo - Rosa Dainelli, medico italiano (n. 1901)
- 17 marzo - Charlie Delahay, hockeista su ghiaccio canadese (n. 1905)
- 17 marzo - Camillo Fenili, calciatore italiano (n. 1904)
- 17 marzo - Giuseppe Antonio Ferretto, cardinale italiano (n. 1899)
- 17 marzo - Franz Rademacher, funzionario tedesco (n. 1906)
- 17 marzo - József Szabó, allenatore di calcio e calciatore ungherese (n. 1896)
- 18 marzo - Johannes Aavik, filologo e linguista estone (n. 1880)
- 18 marzo - Malcolm C. Bert, scenografo statunitense (n. 1902)
- 18 marzo - Roland Dorgelès, scrittore e giornalista francese (n. 1885)
- 18 marzo - Lauritz Melchior, tenore danese (n. 1890)
- 19 marzo - Léon Louyet, ciclista su strada belga (n. 1906)
- 19 marzo - Hans Stubb, calciatore tedesco (n. 1906)
- 20 marzo - Theo Herckenrath, ciclista su strada belga (n. 1911)
- 20 marzo - Adolf Strauß, generale tedesco (n. 1879)
- 21 marzo - David Alexander, scrittore e giornalista statunitense (n. 1907)
- 22 marzo - Binkie Beaumont, produttore teatrale e direttore teatrale britannico (n. 1908)
- 22 marzo - Hilda Geiringer, matematica austriaca (n. 1893)
- 23 marzo - Ronald Kirkbride, scrittore e sceneggiatore canadese (n. 1912)
- 23 marzo - Ken Maynard, attore statunitense (n. 1895)
- 23 marzo - Gerry Schum, gallerista tedesco (n. 1938)
- 25 marzo - Stephen Goosson, scenografo statunitense (n. 1889)
- 25 marzo - Edward Steichen, fotografo e pittore lussemburghese (n. 1879)
- 26 marzo - Noël Coward, commediografo, attore e regista britannico (n. 1899)
- 26 marzo - Wolfgang Dessecker, mezzofondista tedesco (n. 1911)
- 26 marzo - Johnny Drake, giocatore di football americano statunitense (n. 1916)
- 26 marzo - Carlo Repossi, politico italiano (n. 1898)
- 26 marzo - George Sisler, giocatore di baseball e allenatore di baseball statunitense (n. 1893)
- 26 marzo - Jean Séguy, linguista, docente e filologo francese (n. 1914)
- 27 marzo - Aldo Carpi, pittore e scultore italiano (n. 1886)
- 27 marzo - Michail Konstantinovič Kalatozov, sceneggiatore, regista e direttore della fotografia sovietico (n. 1903)
- 27 marzo - Maria Martins, scultrice brasiliana (n. 1894)
- 28 marzo - Clarence Griffin, tennista statunitense (n. 1888)
- 29 marzo - Adolfo Zumelzú, calciatore argentino (n. 1902)
- 30 marzo - Douglas Douglas-Hamilton, XIV duca di Hamilton, nobile e ufficiale scozzese (n. 1903)
- 30 marzo - Sidney Farber, patologo statunitense (n. 1903)
- 30 marzo - Yves Giraud-Cabantous, pilota automobilistico francese (n. 1903)
- 30 marzo - William Justin Kroll, ingegnere lussemburghese (n. 1889)
- 30 marzo - Theodor von Wrede, militare tedesco (n. 1888)
- 31 marzo - Salvatore Costantino, maratoneta e mezzofondista italiano (n. 1919)
- 31 marzo - Venanzio Filippini, vescovo cattolico e missionario italiano (n. 1890)
- 31 marzo - Jean Tissier, attore francese (n. 1896)

## Aprile(100)
- 1º aprile - Jim Crockett, imprenditore statunitense (n. 1909)
- 1º aprile - Walter Dray, astista statunitense (n. 1886)
- 1º aprile - Eugenio Gualdi, imprenditore e dirigente sportivo italiano (n. 1884)
- 1º aprile - Jolande Jacobi, psicologa ungherese (n. 1890)
- 1º aprile - Bruto Puccetti, politico italiano (n. 1897)
- 1º aprile - Adolfo Rivoir, generale italiano (n. 1895)
- 1º aprile - Dirk Scalongne, schermidore olandese (n. 1879)
- 2 aprile - Jascha Horenstein, direttore d'orchestra statunitense (n. 1898)
- 2 aprile - Joseph-Charles Lefèbvre, cardinale e arcivescovo cattolico francese (n. 1892)
- 2 aprile - Marcia Manon, attrice francese (n. 1896)
- 3 aprile - Giovanni Pirelli, scrittore e partigiano italiano (n. 1918)
- 4 aprile - Ulick Alexander, ufficiale inglese (n. 1889)
- 4 aprile - Gianni Bartoli, politico italiano (n. 1900)
- 5 aprile - Roger Cousinet, pedagogista francese (n. 1881)
- 5 aprile - Herbert Graf, produttore teatrale austriaco (n. 1903)
- 5 aprile - David Murray, pilota automobilistico britannico (n. 1909)
- 5 aprile - Aldo Urbani, generale italiano (n. 1896)
- 5 aprile - Giovanni Vecchina, calciatore e allenatore di calcio italiano (n. 1902)
- 6 aprile - Inman Jackson, cestista statunitense (n. 1907)
- 7 aprile - Tullio Benedetti, giornalista e politico italiano (n. 1884)
- 7 aprile - John Charles McQuaid, arcivescovo cattolico irlandese (n. 1895)
- 8 aprile - Angelo Dellacasa, calciatore italiano (n. 1896)
- 8 aprile - Pablo Picasso, pittore e scultore spagnolo (n. 1881)
- 8 aprile - Raja Jemaah, sovrana malese (n. 1900)
- 8 aprile - Viktor de Kowa, attore, regista e cantante tedesco (n. 1904)
- 9 aprile - Piero Bottoni, architetto e politico italiano (n. 1903)
- 9 aprile - Carlo Jelardi, medico e generale italiano (n. 1888)
- 9 aprile - Henrique da Silveira, schermidore portoghese (n. 1901)
- 10 aprile - Kamal Adwan, politico palestinese (n. 1935)
- 10 aprile - Giovanni Becatti, archeologo e funzionario italiano (n. 1912)
- 10 aprile - Kamal Nasser, rivoluzionario, politico e scrittore palestinese (n. 1924)
- 10 aprile - James Leslie Kincaid, generale, politico e avvocato statunitense (n. 1884)
- 10 aprile - Novello Papafava, scrittore italiano (n. 1899)
- 10 aprile - Muhammad Yusuf al-Najjar, guerrigliero e terrorista palestinese (n. 1930)
- 11 aprile - Paolo Greco, politico italiano (n. 1886)
- 11 aprile - Ynez Seabury, attrice statunitense (n. 1907)
- 11 aprile - Ljudmil Stojanov, poeta e scrittore bulgaro (n. 1888)
- 11 aprile - James Van Trees, direttore della fotografia statunitense (n. 1890)
- 11 aprile - Ted de Corsia, attore statunitense (n. 1903)
- 12 aprile - Arthur Freed, produttore cinematografico, cantante e paroliere statunitense (n. 1894)
- 12 aprile - Alphonse Lacroix, hockeista su ghiaccio statunitense (n. 1897)
- 12 aprile - Boris Andreevič Sacharov, ingegnere e compositore di scacchi russo (n. 1914)
- 13 aprile - Robert Danielsen, calciatore norvegese (n. 1905)
- 13 aprile - Henry Darger, scrittore e illustratore statunitense (n. 1892)
- 13 aprile - Kid Williams, pugile danese (n. 1893)
- 13 aprile - Pete Herman, pugile statunitense (n. 1896)
- 13 aprile - Manlio Mora, militare italiano (n. 1883)
- 13 aprile - Balraj Sahni, attore indiano (n. 1913)
- 13 aprile - Dudley Senanayake, politico singalese (n. 1911)
- 13 aprile - Michele Viterbo, giornalista, scrittore e politico italiano (n. 1890)
- 14 aprile - Minna Gombell, attrice statunitense (n. 1892)
- 14 aprile - Károly Kerényi, filologo classico e storico delle religioni ungherese (n. 1897)
- 14 aprile - Oliver MacDonald, velocista statunitense (n. 1904)
- 14 aprile - Hans von Seisser, poliziotto tedesco (n. 1874)
- 15 aprile - Ernst Klodwig, pilota automobilistico tedesco (n. 1903)
- 16 aprile - Nino Bravo, cantante spagnolo (n. 1944)
- 16 aprile - István Kertész, direttore d'orchestra ungherese (n. 1929)
- 18 aprile - Jacques Canthelou, calciatore francese (n. 1904)
- 18 aprile - Alberto Guidi, politico italiano (n. 1916)
- 18 aprile - Alfred Harrison Joy, astronomo statunitense (n. 1882)
- 18 aprile - Willie "The Lion" Smith, pianista statunitense (n. 1893)
- 19 aprile - Hans Kelsen, giurista e filosofo austriaco (n. 1881)
- 19 aprile - Arrigo Levasti, insegnante italiano (n. 1886)
- 19 aprile - Tiziano Tessitori, politico italiano (n. 1895)
- 19 aprile - Ilona Vargha, schermitrice ungherese (n. 1907)
- 20 aprile - Robert Armstrong, attore statunitense (n. 1890)
- 20 aprile - Eddie Hapgood, allenatore di calcio e calciatore inglese (n. 1908)
- 20 aprile - Nikolaj Simonov, attore sovietico (n. 1901)
- 21 aprile - Evert Bulder, calciatore olandese (n. 1894)
- 21 aprile - Merian C. Cooper, regista, sceneggiatore e produttore cinematografico statunitense (n. 1893)
- 21 aprile - Arthur Fadden, politico australiano (n. 1894)
- 22 aprile - Arnaldo Harzarich, militare italiano (n. 1903)
- 22 aprile - George Lichtheim, scrittore tedesco (n. 1912)
- 22 aprile - Chuck Pandolph, bobbista statunitense (n. 1923)
- 22 aprile - Jean de Wouters, ingegnere e inventore belga (n. 1905)
- 23 aprile - Hans Fischerkoesen, regista, animatore e produttore cinematografico tedesco (n. 1896)
- 23 aprile - Allegro Grandi, ciclista su strada italiano (n. 1907)
- 23 aprile - Erkki Pakkanen, pugile finlandese (n. 1930)
- 25 aprile - Charles Bardot, calciatore francese (n. 1904)
- 25 aprile - Frank Fletcher, ammiraglio statunitense (n. 1885)
- 25 aprile - Olga Grey, attrice statunitense (n. 1896)
- 25 aprile - Tanzan Ishibashi, politico e giornalista giapponese (n. 1884)
- 25 aprile - Rune Lindström, drammaturgo, attore e poeta svedese (n. 1916)
- 25 aprile - Konrad Meyer-Hetling, criminale di guerra tedesco (n. 1901)
- 25 aprile - Ferruccio Ranza, generale e aviatore italiano (n. 1892)
- 25 aprile - Fu'ad Shihab, politico e generale libanese (n. 1902)
- 26 aprile - Irene Ryan, attrice statunitense (n. 1902)
- 28 aprile - Robert Buron, politico e scrittore francese (n. 1910)
- 28 aprile - Piero Drogo, pilota automobilistico italiano (n. 1926)
- 28 aprile - Mauro Silvano Lombardi, politico e partigiano italiano (n. 1922)
- 28 aprile - Jacques Maritain, filosofo francese (n. 1882)
- 28 aprile - Dean Mealy, cestista statunitense (n. 1915)
- 28 aprile - Carlos Menditeguy, pilota automobilistico argentino (n. 1915)
- 28 aprile - Clas Thunberg, pattinatore di velocità su ghiaccio finlandese (n. 1893)
- 29 aprile - Hanna Chrzanowska, infermiera polacca (n. 1902)
- 29 aprile - Franco Lipizer, calciatore e pittore italiano (n. 1901)
- 29 aprile - Jan Verheijen, sollevatore olandese (n. 1896)
- 30 aprile - Faustina Bellin, religiosa italiana (n. 1904)
- 30 aprile - Ildebrando Tacconi, storico e critico letterario italiano (n. 1888)
- 30 aprile - Natalia Zarembina, scrittrice e giornalista polacca (n. 1895)

## Maggio(93)
- 1º maggio - Asger Jorn, pittore danese (n. 1914)
- 2 maggio - Ada Boni, gastronoma e giornalista italiana (n. 1881)
- 2 maggio - Alan Carney, attore statunitense (n. 1909)
- 2 maggio - Edward Louis Heston, arcivescovo cattolico statunitense (n. 1907)
- 2 maggio - Akiko Seki, soprano giapponese (n. 1899)
- 3 maggio - Giuseppe Aniello Cafiero, scultore e pittore italiano (n. 1903)
- 3 maggio - Maria Gioitti Del Monaco, drammaturga, poetessa e scrittrice italiana (n. 1890)
- 4 maggio - Jane Bowles, scrittrice e drammaturga statunitense (n. 1917)
- 4 maggio - Franco Montanari, diplomatico italiano (n. 1905)
- 5 maggio - Lionello Fiumi, poeta italiano (n. 1894)
- 6 maggio - Myrna Fahey, attrice statunitense (n. 1933)
- 6 maggio - Ferdinando Guercilena, missionario e vescovo cattolico italiano (n. 1899)
- 7 maggio - Maxine Doyle, attrice e cantante statunitense (n. 1912)
- 7 maggio - Arcadio María Larraona Saralegui, cardinale e arcivescovo cattolico spagnolo (n. 1887)
- 8 maggio - Andy Cunningham, calciatore e allenatore di calcio scozzese (n. 1891)
- 8 maggio - Alexander Vandegrift, generale statunitense (n. 1887)
- 9 maggio - Dorothy Dalton, ginnasta statunitense (n. 1922)
- 10 maggio - Guido Gatti, giornalista, critico musicale e musicologo italiano (n. 1892)
- 11 maggio - Jaime de Almeida, calciatore e allenatore di calcio brasiliano (n. 1920)
- 11 maggio - Lex Barker, attore statunitense (n. 1919)
- 11 maggio - Juan Eduardo Cirlot, scrittore spagnolo (n. 1916)
- 11 maggio - Grigorij Michajlovič Kozincev, regista cinematografico e regista teatrale sovietico (n. 1905)
- 11 maggio - Michele Sala, politico italiano (n. 1900)
- 12 maggio - George Ashmore, calciatore inglese (n. 1898)
- 12 maggio - Monika Ertl, attivista e politica tedesca (n. 1937)
- 12 maggio - Frances Marion, sceneggiatrice, regista e giornalista statunitense (n. 1888)
- 12 maggio - Art Pollard, pilota automobilistico statunitense (n. 1927)
- 12 maggio - Edith Tudor-Hart, fotografa britannica (n. 1908)
- 13 maggio - Tat'jana Bulach Gardina, attrice e poetessa sovietica (n. 1904)
- 14 maggio - Saúl Calandra, calciatore argentino (n. 1904)
- 14 maggio - Hans Haas, sollevatore austriaco (n. 1906)
- 14 maggio - Fritz Kachler, pattinatore artistico su ghiaccio austriaco (n. 1888)
- 14 maggio - Raymond Schwartz, scrittore e esperantista francese (n. 1894)
- 14 maggio - Elmer Snowden, suonatore di banjo, direttore d'orchestra e chitarrista statunitense (n. 1900)
- 14 maggio - Leonardo Vitetti, diplomatico italiano (n. 1894)
- 15 maggio - Raffaele Baratta, arcivescovo cattolico italiano (n. 1889)
- 15 maggio - Leo Leone, politico italiano (n. 1893)
- 15 maggio - Eugene Rabinowitch, biofisico e attivista russo (n. 1901)
- 15 maggio - Laurance Safford, crittografo statunitense (n. 1893)
- 16 maggio - Mario Costella, calciatore italiano (n. 1893)
- 16 maggio - Silla Giuseppe Fortunato, ingegnere italiano (n. 1900)
- 16 maggio - Jacques Lipchitz, scultore lituano (n. 1891)
- 17 maggio - Antonio Victor Pildain y Zapiain, vescovo cattolico e politico spagnolo (n. 1890)
- 17 maggio - Matty Roubert, attore statunitense (n. 1907)
- 18 maggio - Francis Carpenter, attore statunitense (n. 1910)
- 18 maggio - Alberto Denegri, calciatore e allenatore di calcio peruviano (n. 1906)
- 18 maggio - Giulio Göhring, imprenditore e politico italiano (n. 1890)
- 18 maggio - İbrahim Kaypakkaya, politico e rivoluzionario turco (n. 1948)
- 18 maggio - Chaudhry Khaliquzzaman, politico pakistano (n. 1889)
- 18 maggio - Jeannette Rankin, politica statunitense (n. 1880)
- 18 maggio - Avraham Shlonsky, poeta israeliano (n. 1900)
- 19 maggio - David Milford Hume, chirurgo statunitense (n. 1917)
- 19 maggio - Luciano Trolli, nuotatore e ingegnere italiano (n. 1904)
- 19 maggio - Anton Zwerina, sollevatore austriaco (n. 1900)
- 20 maggio - Renzo Pasolini, pilota motociclistico italiano (n. 1938)
- 20 maggio - Jarno Saarinen, pilota motociclistico finlandese (n. 1945)
- 21 maggio - Giovanni Albera, calciatore italiano (n. 1905)
- 21 maggio - Gabrielle Ray, attrice, ballerina e cantante britannica (n. 1883)
- 21 maggio - Graves Erskine, generale statunitense (n. 1897)
- 21 maggio - Carlo Emilio Gadda, scrittore e poeta italiano (n. 1893)
- 21 maggio - Ivan Stepanovič Konev, generale e politico sovietico (n. 1897)
- 21 maggio - Grigore Moisil, matematico rumeno (n. 1906)
- 21 maggio - Vaughn Monroe, trombettista e baritono statunitense (n. 1911)
- 22 maggio - Melpō Axiōtī, scrittrice greca (n. 1905)
- 22 maggio - Harry Baird, calciatore nordirlandese (n. 1913)
- 22 maggio - Olindo Bitetti, pallanuotista, calciatore e giornalista italiano (n. 1886)
- 22 maggio - Sineo Gemignani, pittore italiano (n. 1917)
- 22 maggio - James McBratney, criminale statunitense (n. 1941)
- 22 maggio - Giuseppe Olivieri, ciclista su strada e pistard italiano (n. 1889)
- 22 maggio - Massimo Rocca, giornalista e politico italiano (n. 1884)
- 22 maggio - Silvio Scionti, pianista italiano (n. 1882)
- 22 maggio - Şehzade Osman Füad, principe ottomano (n. 1895)
- 23 maggio - Maria Gargani, religiosa italiana (n. 1892)
- 23 maggio - Francis Xavier Hsu Chen-Ping, vescovo cattolico cinese (n. 1920)
- 23 maggio - Antonio Maria Nardi, pittore e illustratore italiano (n. 1897)
- 23 maggio - Alois Podhajsky, cavaliere austriaco (n. 1898)
- 23 maggio - Coulton Waugh, fumettista, illustratore e pittore statunitense (n. 1896)
- 24 maggio - Aldo Baldassarri, giurista italiano (n. 1885)
- 24 maggio - Mario Ceravolo, politico e medico italiano (n. 1895)
- 26 maggio - Jack Bamber, calciatore inglese (n. 1895)
- 26 maggio - Umberto Guarnieri, calciatore italiano (n. 1919)
- 26 maggio - Karl Löwith, filosofo tedesco (n. 1897)
- 26 maggio - Oten Shimokawa, fumettista e animatore giapponese (n. 1892)
- 27 maggio - Gino Baggiani, calciatore e allenatore di calcio italiano (n. 1911)
- 27 maggio - Paolo Consiglio, alpinista italiano (n. 1927)
- 27 maggio - Eero Hyvärinen, ginnasta finlandese (n. 1890)
- 28 maggio - Hans Schmidt-Isserstedt, direttore d'orchestra e compositore tedesco (n. 1900)
- 29 maggio - P. Ramlee, attore e musicista malese (n. 1929)
- 30 maggio - Jørgen Andersen, ginnasta norvegese (n. 1886)
- 30 maggio - Bob Royer, cestista statunitense (n. 1927)
- 31 maggio - Armand Abel, islamista belga (n. 1903)
- 31 maggio - Luigi Erminio D'Olivo, attore italiano (n. 1900)
- 31 maggio - Gigi Pisano, paroliere, comico e attore italiano (n. 1889)

## Giugno(90)
- 1º giugno - Maurice Dekobra, scrittore francese (n. 1885)
- 1º giugno - Mary Kornman, attrice cinematografica statunitense (n. 1915)
- 1º giugno - Helen Parkhurst, pedagogista e educatrice statunitense (n. 1887)
- 1º giugno - Paolo Thaon di Revel, politico, dirigente sportivo e schermidore italiano (n. 1888)
- 2 giugno - Enrico Costanzo, calciatore italiano (n. 1921)
- 2 giugno - Alberto Curci, violinista e compositore italiano (n. 1886)
- 3 giugno - Jean Batmale, allenatore di calcio e calciatore francese (n. 1895)
- 3 giugno - Dory Funk, wrestler statunitense (n. 1919)
- 4 giugno - Arna Bontemps, poeta e scrittore statunitense (n. 1902)
- 4 giugno - Tommaso Fiore, scrittore e politico italiano (n. 1884)
- 4 giugno - Maurice René Fréchet, matematico francese (n. 1878)
- 4 giugno - Emma Gatewood, viaggiatrice e esploratrice statunitense (n. 1887)
- 4 giugno - Murry Wilson, imprenditore e compositore statunitense (n. 1917)
- 5 giugno - Gösta Dunker, allenatore di calcio e calciatore svedese (n. 1905)
- 6 giugno - Åke Borg, nuotatore svedese (n. 1901)
- 6 giugno - Henri De Pauw, pallanuotista belga (n. 1911)
- 6 giugno - Mikko Hyvärinen, ginnasta finlandese (n. 1889)
- 6 giugno - Robert Latouche, medievista francese (n. 1881)
- 6 giugno - Edoardo Marzari, presbitero, antifascista e partigiano italiano (n. 1905)
- 6 giugno - Michele Miranda, mafioso italiano (n. 1896)
- 7 giugno - Mario Allara, giurista italiano (n. 1902)
- 7 giugno - Lane Bradford, attore statunitense (n. 1922)
- 7 giugno - Christine Lavant, poetessa e scrittrice austriaca (n. 1915)
- 7 giugno - Maurice Pelling, scenografo statunitense (n. 1920)
- 7 giugno - Aleksandr Ponomarëv, allenatore di calcio e calciatore sovietico (n. 1918)
- 8 giugno - Georg Bochmann, generale tedesco (n. 1913)
- 8 giugno - Walter Dexel, pittore, tipografo e scenografo tedesco (n. 1890)
- 8 giugno - Natalija Polons'ka-Vasylenko, storica e scrittrice ucraina (n. 1884)
- 8 giugno - Emmy Sonnemann, attrice tedesca (n. 1893)
- 9 giugno - John Creasey, scrittore inglese (n. 1908)
- 9 giugno - Carlo D'Angelo, attore e doppiatore italiano (n. 1919)
- 9 giugno - Erich von Manstein, generale tedesco (n. 1887)
- 10 giugno - Francesco Chiesa, scrittore e insegnante svizzero (n. 1871)
- 10 giugno - William Inge, drammaturgo, sceneggiatore e scrittore statunitense (n. 1913)
- 11 giugno - Folke Rogard, scacchista e avvocato svedese (n. 1899)
- 11 giugno - Einar Vaage, attore norvegese (n. 1889)
- 12 giugno - Sailor Jerry, artista statunitense (n. 1911)
- 12 giugno - Vladimir Leonidovič Suchobokov, regista cinematografico sovietico (n. 1910)
- 12 giugno - Georgij Vernadskij, storico russo (n. 1887)
- 13 giugno - Jonas Aistis, poeta lituano (n. 1904)
- 13 giugno - Virginio Bertinelli, politico italiano (n. 1901)
- 13 giugno - Trofim Lomakin, sollevatore sovietico (n. 1924)
- 14 giugno - George Mountford, calciatore inglese (n. 1921)
- 15 giugno - Leo Lorenzi, pilota motociclistico italiano (n. 1907)
- 15 giugno - Giovanni Pettine, regista e produttore cinematografico italiano (n. 1883)
- 15 giugno - István Tőrös, calciatore ungherese (n. 1908)
- 16 giugno - Franz Czernicky, allenatore di calcio e calciatore austriaco (n. 1902)
- 16 giugno - Alfred Ernout, filologo e latinista francese (n. 1879)
- 17 giugno - Luis Van Rooten, attore statunitense (n. 1906)
- 17 giugno - Nils Sandström, velocista svedese (n. 1893)
- 18 giugno - Jean Ballard, editore francese (n. 1893)
- 18 giugno - Georges Bonnet, politico francese (n. 1889)
- 18 giugno - Theodor Krancke, ammiraglio tedesco (n. 1893)
- 18 giugno - Vsevolod Ivanovič Romanov, russo (n. 1914)
- 18 giugno - Steve Seymour, giavellottista statunitense (n. 1920)
- 18 giugno - Roger Delgado, attore britannico (n. 1918)
- 19 giugno - Gustaf Molander, attore e regista svedese (n. 1888)
- 19 giugno - Tomáš Porubský, calciatore slovacco (n. 1914)
- 19 giugno - Walter Rubsamen, musicologo statunitense (n. 1911)
- 20 giugno - Márton Keleti, regista ungherese (n. 1905)
- 21 giugno - Riccardo Chicco, pittore e docente italiano (n. 1910)
- 22 giugno - Friedl Czepa, attrice austriaca (n. 1898)
- 22 giugno - Luciano Ricci, regista italiano (n. 1928)
- 22 giugno - Semёn Isaevič Tumanov, regista sovietico (n. 1921)
- 23 giugno - Cliff Aberson, giocatore di football americano e giocatore di baseball statunitense (n. 1921)
- 23 giugno - Gerry Birrell, pilota automobilistico britannico (n. 1944)
- 23 giugno - Pietro Carlo Borlenghi, baritono italiano (n. 1887)
- 23 giugno - Fay Holden, attrice statunitense (n. 1893)
- 23 giugno - Hans Reese, calciatore tedesco (n. 1891)
- 24 giugno - Mary Carr, attrice statunitense (n. 1874)
- 24 giugno - Erzsi Paál, attrice ungherese (n. 1912)
- 24 giugno - Bud Westmore, truccatore statunitense (n. 1918)
- 25 giugno - Aron Gurwitsch, filosofo lituano (n. 1901)
- 26 giugno - John Cranko, danzatore e coreografo sudafricano (n. 1927)
- 26 giugno - Simone Fernando Sacconi, liutaio italiano (n. 1895)
- 26 giugno - Hans Schlemmer, generale tedesco (n. 1893)
- 26 giugno - Ernest Truex, attore statunitense (n. 1889)
- 26 giugno - Alberto della Ragione, ingegnere, mecenate e collezionista d'arte italiano (n. 1892)
- 27 giugno - Earl Browder, politico e sindacalista statunitense (n. 1891)
- 27 giugno - Josef Galáb, calciatore cecoslovacco (n. 1914)
- 28 giugno - Abd al-Rahman al-Bazzaz, politico iracheno (n. 1913)
- 28 giugno - Francisco López de Goicoechea Inchaurrandieta, avvocato e politico spagnolo (n. 1894)
- 29 giugno - Germán Valdés, attore, cantante e comico messicano (n. 1915)
- 29 giugno - Leonardo Henrichsen, giornalista argentino (n. 1940)
- 29 giugno - Cecil Holland, attore e truccatore britannico (n. 1887)
- 29 giugno - Enrico Volterra, ingegnere italiano (n. 1905)
- 30 giugno - Eversleigh Freeman, marciatore canadese (n. 1893)
- 30 giugno - Nancy Mitford, scrittrice e biografa britannica (n. 1904)
- 30 giugno - Wilfred Podestá, pallanuotista maltese (n. 1912)
- 30 giugno - Vasyl' Velyčkovs'kyj, vescovo cattolico ucraino (n. 1903)

## Luglio(105)
- 1º luglio - Pietro Boscaini, nuotatore italiano (n. 1947)
- 1º luglio - Mario Labroca, compositore e musicologo italiano (n. 1896)
- 1º luglio - Riccardo Ricciardi, editore italiano (n. 1879)
- 2 luglio - William Bell Dinsmoor, archeologo statunitense (n. 1886)
- 2 luglio - Mario Franzil, politico italiano (n. 1909)
- 2 luglio - Betty Grable, attrice, ballerina e cantante statunitense (n. 1916)
- 2 luglio - Chick Hafey, giocatore di baseball statunitense (n. 1903)
- 2 luglio - George Macready, attore statunitense (n. 1899)
- 2 luglio - Ferdinand Schörner, generale tedesco (n. 1892)
- 3 luglio - Karel Ančerl, direttore d'orchestra e superstite dell'Olocausto ceco (n. 1908)
- 3 luglio - Bruno Barbieri, calciatore e allenatore di calcio italiano (n. 1918)
- 3 luglio - Manuel Golmayo de la Torriente, scacchista spagnolo (n. 1883)
- 3 luglio - Laurens Hammond, ingegnere, progettista e inventore statunitense (n. 1895)
- 3 luglio - Wally Westmore, truccatore statunitense (n. 1906)
- 4 luglio - Ewaryst Łój, cestista polacco (n. 1912)
- 4 luglio - Harry Oliver, scenografo, comico e artista statunitense (n. 1888)
- 4 luglio - Renzo Sabatini, violista italiano (n. 1905)
- 4 luglio - Leonid Štejn, scacchista sovietico (n. 1934)
- 5 luglio - Cesare Dami, economista e politico italiano (n. 1915)
- 5 luglio - Salvatore Pagliuca, politico italiano (n. 1895)
- 5 luglio - Piet Punt, calciatore olandese (n. 1909)
- 6 luglio - Joe E. Brown, comico e attore statunitense (n. 1892)
- 6 luglio - Otto Klemperer, direttore d'orchestra e compositore tedesco (n. 1885)
- 6 luglio - Patrick McVey, attore statunitense (n. 1910)
- 7 luglio - Giacomo Alberti, architetto svizzero (n. 1896)
- 7 luglio - Max Horkheimer, filosofo, sociologo e storico della filosofia tedesco (n. 1895)
- 7 luglio - Veronica Lake, attrice statunitense (n. 1922)
- 7 luglio - Foscolo Lombardi, politico e partigiano italiano (n. 1895)
- 7 luglio - Pietro Secchia, politico e antifascista italiano (n. 1903)
- 8 luglio - Sebastiano Carta, pittore e poeta italiano (n. 1913)
- 8 luglio - Gene L. Coon, sceneggiatore e produttore televisivo statunitense (n. 1924)
- 8 luglio - Harry Edward, velocista britannico (n. 1898)
- 9 luglio - Mário de Noronha, schermidore portoghese (n. 1885)
- 10 luglio - Scott R. Beal, attore e regista statunitense (n. 1890)
- 10 luglio - Karl Loewenstein, filosofo e politologo tedesco (n. 1891)
- 11 luglio - Aziz Abazah, poeta egiziano (n. 1898)
- 11 luglio - Averkij Borisovič Aristov, politico e diplomatico sovietico (n. 1903)
- 11 luglio - Jörg Bruder, velista e insegnante brasiliano (n. 1937)
- 11 luglio - Ludwik Gintel, calciatore polacco (n. 1899)
- 11 luglio - Júlio Delamare, giornalista brasiliano (n. 1928)
- 11 luglio - Walter Krüger, generale tedesco (n. 1892)
- 11 luglio - Giulio Lega, militare e aviatore italiano (n. 1892)
- 11 luglio - Aleksandr Vasil'evič Mosolov, compositore sovietico (n. 1900)
- 11 luglio - Filinto Müller, politico e militare brasiliano (n. 1900)
- 11 luglio - Robert Ryan, attore statunitense (n. 1909)
- 11 luglio - Karl Vernon, canottiere britannico (n. 1880)
- 11 luglio - Nobuko Yoshiya, scrittrice giapponese (n. 1896)
- 11 luglio - Cesare Zerba, cardinale italiano (n. 1892)
- 12 luglio - Lon Chaney Jr., attore statunitense (n. 1906)
- 12 luglio - Enrico Del Debbio, architetto italiano (n. 1891)
- 12 luglio - Agostinho dos Santos, cantante brasiliano (n. 1932)
- 13 luglio - Willy Fritsch, attore e cantante tedesco (n. 1901)
- 13 luglio - Louis Mistral, calciatore francese (n. 1900)
- 13 luglio - Marțian Negrea, compositore rumeno (n. 1893)
- 13 luglio - Giulio Scarnicci, sceneggiatore italiano (n. 1913)
- 14 luglio - Francesco Cassani, inventore, imprenditore e dirigente d'azienda italiano (n. 1903)
- 14 luglio - Francesco ed Eugenio Cassani, inventore, imprenditore e dirigente d'azienda italiano (n. 1906)
- 14 luglio - Luigi Moretti, architetto italiano (n. 1906)
- 14 luglio - Clarence White, chitarrista statunitense (n. 1944)
- 16 luglio - Antonio Errico, cestista italiano (n. 1948)
- 16 luglio - Fred Murray, ostacolista statunitense (n. 1894)
- 16 luglio - Mithuben Petit, attivista indiana (n. 1892)
- 17 luglio - Giuseppe Salvatore Candura, entomologo italiano (n. 1899)
- 18 luglio - Salvatore Ciampa, matematico italiano (n. 1930)
- 18 luglio - Walther Davisson, violinista e direttore d'orchestra tedesco (n. 1885)
- 18 luglio - Jack Hawkins, attore britannico (n. 1910)
- 18 luglio - Giuseppe Mortarotti, calciatore italiano (n. 1903)
- 18 luglio - Richard Remer, marciatore statunitense (n. 1883)
- 19 luglio - Neil Kensington Adam, chimico inglese (n. 1891)
- 19 luglio - Feng Baiju, militare, guerrigliero e politico cinese (n. 1903)
- 19 luglio - Nelly Fioramonti, cantante italiana (n. 1939)
- 20 luglio - Hans Albert Einstein, ingegnere svizzero (n. 1904)
- 20 luglio - Bruce Lee, artista marziale e attore hongkonghese (n. 1940)
- 20 luglio - Robert Smithson, scultore e pittore statunitense (n. 1938)
- 21 luglio - Émile Bermyn, pallanuotista francese (n. 1920)
- 21 luglio - Violet Hopson, attrice australiana (n. 1887)
- 21 luglio - Hans-Peter Joisten, pilota automobilistico tedesco (n. 1942)
- 21 luglio - Aldo Lampredi, partigiano, politico e ebanista italiano (n. 1899)
- 21 luglio - Pierre Picavet, ingegnere francese (n. 1892)
- 23 luglio - Lino Benedetto, pianista e compositore italiano (n. 1911)
- 23 luglio - Hans-Joachim Staude, pittore tedesco (n. 1904)
- 23 luglio - Masud Alioglu, scrittore azero (n. 1928)
- 24 luglio - Julián Acuña Galé, botanico cubano (n. 1900)
- 24 luglio - Hans Appel, calciatore tedesco (n. 1911)
- 24 luglio - Aurelian Bilgeri, missionario e vescovo cattolico tedesco (n. 1909)
- 24 luglio - Konstantinos Dovas, generale greco (n. 1898)
- 25 luglio - Amy Jacques Garvey, giornalista e editrice giamaicana (n. 1895)
- 25 luglio - Dezső Pattantyús-Ábrahám, politico ungherese (n. 1875)
- 25 luglio - Louis Saint-Laurent, politico canadese (n. 1882)
- 26 luglio - Rosolino Ferragni, politico, antifascista e giornalista italiano (n. 1896)
- 26 luglio - Konstantinos Georgakopoulos, politico e avvocato greco (n. 1890)
- 26 luglio - William Lindsay White, editorialista e scrittore statunitense (n. 1900)
- 27 luglio - Mohamed Hemmat, pallanuotista egiziano
- 27 luglio - Raffaele Mattioli, banchiere, economista e mecenate italiano (n. 1895)
- 27 luglio - Eddie Rickenbacker, aviatore statunitense (n. 1890)
- 29 luglio - Henri Charrière, scrittore francese (n. 1906)
- 29 luglio - Adam McLean, calciatore scozzese (n. 1899)
- 29 luglio - Eileen Percy, attrice britannica (n. 1900)
- 29 luglio - Julio Adalberto Rivera, militare e politico salvadoregno (n. 1921)
- 29 luglio - Roger Williamson, pilota automobilistico inglese (n. 1948)
- 30 luglio - Pellegrino Claudio Sestieri, archeologo italiano (n. 1910)
- 31 luglio - Annibale Bergonzoli, generale italiano (n. 1884)
- 31 luglio - Rosetta Gagliardi, tennista italiana (n. 1895)
- 31 luglio - Guido Morselli, scrittore italiano (n. 1912)
- 31 luglio - Fernand Nisot, calciatore belga (n. 1895)

## Agosto(93)
- 1º agosto - Jan Domela, artista olandese (n. 1894)
- 1º agosto - Dolores Hitchens, scrittrice statunitense (n. 1907)
- 1º agosto - Gian Francesco Malipiero, compositore italiano (n. 1882)
- 1º agosto - Walter Ulbricht, politico tedesco (n. 1893)
- 1º agosto - Frederick Worlock, attore inglese (n. 1886)
- 2 agosto - Enghel Barbieri, calciatore italiano (n. 1898)
- 2 agosto - Pasquale Cortese, politico italiano (n. 1901)
- 2 agosto - Jón Jónsson, nuotatore e pallanuotista islandese (n. 1908)
- 2 agosto - Pietro Lizier, politico italiano (n. 1896)
- 2 agosto - Aldo Maina, politico italiano (n. 1929)
- 2 agosto - Jean-Pierre Melville, regista, sceneggiatore e produttore cinematografico francese (n. 1917)
- 2 agosto - Rosetta Pampanini, soprano italiano (n. 1896)
- 3 agosto - Guido Ferracin, pugile italiano (n. 1926)
- 3 agosto - Garibaldo Marussi, scrittore, poeta e critico d'arte italiano (n. 1909)
- 3 agosto - Ilias Venezis, scrittore greco (n. 1904)
- 4 agosto - Tania Balachova, attrice francese (n. 1902)
- 4 agosto - Eddie Condon, musicista e chitarrista statunitense (n. 1905)
- 4 agosto - Gustav Freij, lottatore svedese (n. 1922)
- 5 agosto - Warren B. Duff, sceneggiatore e produttore cinematografico statunitense (n. 1904)
- 6 agosto - Fulgencio Batista, generale e politico cubano (n. 1901)
- 6 agosto - Memphis Minnie, cantante e musicista statunitense (n. 1897)
- 7 agosto - Régis Blachère, arabista francese (n. 1900)
- 7 agosto - José Villalonga, allenatore di calcio spagnolo (n. 1919)
- 8 agosto - Dean Corll, serial killer statunitense (n. 1939)
- 8 agosto - Hassan El-Far, calciatore egiziano (n. 1912)
- 8 agosto - Gösta Frändfors, lottatore svedese (n. 1915)
- 8 agosto - Mario Gastaldi, editore e giornalista italiano (n. 1903)
- 8 agosto - Vilhelm Moberg, scrittore, drammaturgo e giornalista svedese (n. 1898)
- 8 agosto - Domenico Savino, compositore italiano (n. 1882)
- 8 agosto - Nikos Zachariadīs, politico greco (n. 1903)
- 9 agosto - William Aitken, allenatore di calcio scozzese (n. 1894)
- 9 agosto - Charlie Daniels, nuotatore statunitense (n. 1885)
- 9 agosto - Ferdinando Trambaiolo, umanista italiano (n. 1914)
- 10 agosto - Douglas Kennedy, attore statunitense (n. 1915)
- 11 agosto - Peggie Castle, attrice statunitense (n. 1927)
- 11 agosto - Ichirō Sugai, attore giapponese (n. 1907)
- 11 agosto - Giorgio William Vizzardelli, serial killer italiano (n. 1922)
- 11 agosto - Karl Ziegler, chimico tedesco (n. 1898)
- 12 agosto - Goffredo Alterisio, politico italiano (n. 1891)
- 12 agosto - Walter Rudolf Hess, medico e fisiologo svizzero (n. 1881)
- 12 agosto - Adriano Romualdi, storico, saggista e politico italiano (n. 1940)
- 13 agosto - Secondina Cesano, numismatica italiana (n. 1879)
- 13 agosto - Fritz Metzger, architetto svizzero (n. 1898)
- 13 agosto - Paul Scheuermeier, linguista e filologo svizzero (n. 1888)
- 14 agosto - Germaine Golding, tennista britannica (n. 1887)
- 14 agosto - Kim Newcombe, pilota motociclistico neozelandese (n. 1944)
- 15 agosto - Edoardo D'Onofrio, politico italiano (n. 1901)
- 15 agosto - Nagi Daifullah, sindacalista statunitense (n. 1949)
- 15 agosto - Eduardo Rodríguez Larreta, avvocato, giornalista e politico uruguaiano (n. 1888)
- 15 agosto - Edgar Ludlow-Hewitt, generale inglese (n. 1886)
- 15 agosto - Edward Turner, designer britannico (n. 1901)
- 16 agosto - Renato Angiolillo, giornalista e politico italiano (n. 1901)
- 16 agosto - Veda Ann Borg, attrice statunitense (n. 1915)
- 16 agosto - Max Brand, calciatore svizzero (n. 1895)
- 16 agosto - Chang King Hai, calciatore cinese (n. 1917)
- 16 agosto - Selman Abraham Waksman, biologo e microbiologo ucraino (n. 1888)
- 17 agosto - Conrad Aiken, scrittore e poeta statunitense (n. 1889)
- 17 agosto - Jean Barraqué, compositore francese (n. 1928)
- 17 agosto - Oliviero Conti, calciatore italiano (n. 1933)
- 17 agosto - Antonio Fonda Savio, militare, partigiano e imprenditore italiano (n. 1895)
- 17 agosto - William Milbourne James, ammiraglio britannico (n. 1881)
- 17 agosto - Giulio Cesare Pupilli, fisiologo italiano (n. 1893)
- 17 agosto - Dawson Walker, allenatore di calcio scozzese (n. 1916)
- 18 agosto - François Bonlieu, sciatore alpino francese (n. 1937)
- 18 agosto - Axel Janse, ginnasta svedese (n. 1888)
- 19 agosto - Heikki Hirvonen, sciatore di pattuglia militare e sci orientista finlandese (n. 1895)
- 21 agosto - Patricia Avery, attrice statunitense (n. 1902)
- 21 agosto - Nell Franzen, attrice statunitense (n. 1889)
- 22 agosto - Louise Huff, attrice statunitense (n. 1895)
- 22 agosto - Stanton Macdonald-Wright, pittore statunitense (n. 1890)
- 23 agosto - Hellmuth Kneser, matematico tedesco (n. 1898)
- 23 agosto - Annibale Pizzarelli, musicista e direttore di coro italiano (n. 1885)
- 24 agosto - Michele Castelli Guaccero, prefetto, diplomatico e politico italiano (n. 1877)
- 24 agosto - Pietro Zuccarino, vescovo cattolico italiano (n. 1898)
- 25 agosto - Knud Bastrup-Birk, calciatore danese (n. 1919)
- 25 agosto - Mahmud Taymur, scrittore egiziano (n. 1894)
- 26 agosto - Maurice Tillette, calciatore francese (n. 1884)
- 27 agosto - Tol Avery, attore statunitense (n. 1915)
- 27 agosto - Biagio Budelacci, vescovo cattolico italiano (n. 1888)
- 27 agosto - Vincenzo Martellotta, militare italiano (n. 1913)
- 27 agosto - Carlo Mollino, architetto e designer italiano (n. 1905)
- 27 agosto - Enrico Nicodemo, arcivescovo cattolico italiano (n. 1906)
- 27 agosto - Corrado Terranova, politico italiano (n. 1902)
- 28 agosto - Aldo De Maria, chirurgo italiano (n. 1925)
- 28 agosto - Natale Evola, mafioso statunitense (n. 1907)
- 28 agosto - Gaetano Fusella, violinista e compositore italiano (n. 1876)
- 29 agosto - Romeo Bertini, maratoneta e mezzofondista italiano (n. 1893)
- 29 agosto - Stringer Davis, attore britannico (n. 1899)
- 29 agosto - Pio Veronese, avvocato e calciatore italiano (n. 1898)
- 30 agosto - Michael Dunn, attore e cantante statunitense (n. 1934)
- 30 agosto - Robert Défossé, calciatore francese (n. 1909)
- 30 agosto - Jean Sénac, poeta e drammaturgo francese (n. 1926)
- 31 agosto - John Ford, regista e produttore cinematografico statunitense (n. 1894)

## Settembre(110)
- 1º settembre - Graziella Pareto, soprano spagnolo (n. 1889)
- 1º settembre - John Ridley Stroop, psicologo statunitense (n. 1897)
- 2 settembre - Carl Dudley, regista e produttore cinematografico statunitense (n. 1910)
- 2 settembre - Norberto Mola, direttore di coro e direttore d'orchestra italiano (n. 1902)
- 2 settembre - Şirəli Müslümov, centenario azero (n. 1805)
- 2 settembre - J. R. R. Tolkien, scrittore, filologo e glottoteta britannico (n. 1892)
- 3 settembre - Adriano Bernardi, avvocato e politico italiano (n. 1898)
- 3 settembre - Kees Pijl, calciatore e allenatore di calcio olandese (n. 1897)
- 3 settembre - Rufino Jiao Santos, cardinale e arcivescovo cattolico filippino (n. 1908)
- 4 settembre - Elise Ottesen-Jensen, educatrice, giornalista e anarchica norvegese (n. 1886)
- 5 settembre - Simon Hòa Nguyễn Văn Hiền, vescovo cattolico vietnamita (n. 1906)
- 5 settembre - Valdemar Rautio, triplista finlandese (n. 1921)
- 6 settembre - Lester Lane, cestista e allenatore di pallacanestro statunitense (n. 1932)
- 7 settembre - Sam Battaglia, mafioso statunitense (n. 1908)
- 7 settembre - Franz Beckert, ginnasta tedesco (n. 1907)
- 7 settembre - Ernst Casparsson, cavaliere svedese (n. 1886)
- 7 settembre - Alfred Lombard, pittore francese (n. 1884)
- 7 settembre - Artturi Nyyssönen, calciatore finlandese (n. 1892)
- 7 settembre - José Portogalo, giornalista, poeta e scrittore italiano (n. 1904)
- 9 settembre - S. N. Behrman, commediografo, scrittore e giornalista statunitense (n. 1893)
- 9 settembre - Bill Doran, pilota motociclistico britannico (n. 1916)
- 9 settembre - Giovanni Ricci, matematico italiano (n. 1904)
- 9 settembre - Viktor Sulčič, architetto sloveno (n. 1895)
- 9 settembre - Sergej Konstantinovič Tumanskij, ingegnere sovietico (n. 1901)
- 10 settembre - Stanislao Di Chiara, ginnasta italiano (n. 1891)
- 10 settembre - Allan Gray, compositore polacco (n. 1902)
- 11 settembre - Salvador Allende, politico cileno (n. 1908)
- 11 settembre - Edward Evan Evans-Pritchard, antropologo britannico (n. 1902)
- 11 settembre - Rodolphe Hiden, allenatore di calcio e calciatore austriaco (n. 1909)
- 11 settembre - Herbert Jones, calciatore inglese (n. 1896)
- 12 settembre - Ulpiano Babol, nuotatore filippino (n. 1936)
- 12 settembre - Mario Bianchi, ciclista su strada italiano (n. 1905)
- 12 settembre - Gino Campese, pianista, compositore e direttore d'orchestra italiano (n. 1914)
- 12 settembre - Magdeleine Marx-Paz, scrittrice, giornalista e politica francese (n. 1889)
- 12 settembre - Marjorie Merriweather Post, imprenditrice, socialite e filantropa statunitense (n. 1887)
- 12 settembre - Arrigo Muggiani, cestista, allenatore di pallacanestro e dirigente sportivo italiano (n. 1889)
- 12 settembre - Armas Toivonen, maratoneta finlandese (n. 1899)
- 13 settembre - Martín Chambi, fotografo peruviano (n. 1891)
- 13 settembre - Betty Field, attrice statunitense (n. 1913)
- 13 settembre - August Lehmann, calciatore svizzero (n. 1909)
- 13 settembre - Raffaele Resta, giurista e politico italiano (n. 1905)
- 14 settembre - Jacques Hannak, scrittore e giornalista austriaco (n. 1892)
- 14 settembre - Edil Rosenqvist, lottatore finlandese (n. 1892)
- 14 settembre - Vanni Rossi, pittore italiano (n. 1894)
- 14 settembre - Vladimír Syrovátka, canoista cecoslovacco (n. 1908)
- 15 settembre - Herbert Albert, direttore d'orchestra tedesco (n. 1903)
- 15 settembre - Gustavo VI Adolfo di Svezia, re svedese (n. 1882)
- 15 settembre - Ernst-Eberhard Hell, generale tedesco (n. 1887)
- 15 settembre - Ramón de la Fuente, calciatore spagnolo (n. 1907)
- 15 settembre - Washington Ortuño, calciatore uruguaiano (n. 1928)
- 16 settembre - Leonard Carmichael, psicologo statunitense (n. 1898)
- 16 settembre - Rafael Franco, militare e politico paraguaiano (n. 1896)
- 16 settembre - William Theodore Heard, cardinale britannico (n. 1884)
- 16 settembre - Víctor Jara, cantautore, musicista e regista teatrale cileno (n. 1932)
- 16 settembre - Donato Pafundi, politico e magistrato italiano (n. 1888)
- 16 settembre - Attilio Zannier, politico italiano (n. 1921)
- 17 settembre - Ina Maria di Bassewitz-Levetzow, contessa (n. 1888)
- 17 settembre - Eugenio Garza Sada, imprenditore messicano (n. 1892)
- 17 settembre - Antonín Laštovička, calciatore cecoslovacco (n. 1898)
- 18 settembre - Remo Bertoni, ciclista su strada italiano (n. 1909)
- 18 settembre - Théodore Lefèvre, politico belga (n. 1914)
- 18 settembre - Alfredo Scipioni, politico italiano (n. 1911)
- 18 settembre - Mary Wigman, ballerina e coreografa tedesca (n. 1886)
- 19 settembre - Antonio Cazzaniga, medico italiano (n. 1885)
- 19 settembre - Charles Horman, giornalista e regista statunitense (n. 1942)
- 19 settembre - Gram Parsons, cantautore, chitarrista e pianista statunitense (n. 1946)
- 19 settembre - William Wurster, architetto statunitense (n. 1895)
- 20 settembre - Jim Croce, cantautore statunitense (n. 1943)
- 20 settembre - Mario Mazza, attore italiano (n. 1895)
- 20 settembre - Maury Muehleisen, musicista statunitense (n. 1949)
- 20 settembre - Eddie Murphy, pattinatore di velocità su ghiaccio statunitense (n. 1905)
- 20 settembre - William Plomer, scrittore, poeta e librettista sudafricano (n. 1903)
- 20 settembre - Glenn Strange, attore statunitense (n. 1899)
- 20 settembre - Frank Teruggi, giornalista statunitense (n. 1949)
- 20 settembre - Giuseppe Trevisani, grafico, giornalista e traduttore italiano (n. 1924)
- 20 settembre - Ben Webster, sassofonista statunitense (n. 1909)
- 21 settembre - Charles Harold Dodd, pastore protestante britannico (n. 1884)
- 21 settembre - Azalia Emma Peet, educatrice statunitense (n. 1887)
- 21 settembre - Lidija Ruslanova, cantante sovietica (n. 1900)
- 21 settembre - Diana Sands, attrice statunitense (n. 1934)
- 22 settembre - Ruby Hoffman, attrice statunitense (n. 1886)
- 22 settembre - Jurij Jankelevič, violinista e docente sovietico (n. 1909)
- 22 settembre - Charles Previn, compositore statunitense (n. 1888)
- 22 settembre - Paul van Zeeland, politico belga (n. 1893)
- 23 settembre - Juan Aretio, calciatore e allenatore di calcio spagnolo (n. 1922)
- 23 settembre - Alberto Bazzoni, scultore italiano (n. 1889)
- 23 settembre - Imre Hirschl, calciatore e allenatore di calcio ungherese (n. 1900)
- 23 settembre - Alexander Sutherland Neill, pedagogista scozzese (n. 1883)
- 23 settembre - Pablo Neruda, poeta, diplomatico e politico cileno (n. 1904)
- 23 settembre - Fuller Warren, politico statunitense (n. 1905)
- 24 settembre - Ted Adams, attore statunitense (n. 1890)
- 24 settembre - Gaetano Grandi, avvocato e politico italiano (n. 1893)
- 24 settembre - Mario Paniconi, architetto e urbanista italiano (n. 1904)
- 24 settembre - Josué de Castro, attivista brasiliano (n. 1908)
- 25 settembre - James Brooker, astista statunitense (n. 1902)
- 25 settembre - Giovanni D'Orlandi, diplomatico italiano (n. 1917)
- 25 settembre - Jovan Ružić, calciatore jugoslavo (n. 1898)
- 26 settembre - Bernard Etté, violinista e direttore d'orchestra tedesco (n. 1898)
- 26 settembre - Samuel Flagg Bemis, storico statunitense (n. 1891)
- 26 settembre - Valerij Ivanovič Inkižinov, attore e regista sovietico (n. 1895)
- 26 settembre - Anna Magnani, attrice italiana (n. 1908)
- 27 settembre - Renato Foresti, pittore e dirigente d'azienda italiano (n. 1900)
- 28 settembre - Marcel Colleu, ciclista su strada francese (n. 1897)
- 28 settembre - Norma Crane, attrice statunitense (n. 1928)
- 28 settembre - Mantan Moreland, attore statunitense (n. 1902)
- 29 settembre - Wystan Hugh Auden, poeta britannico (n. 1907)
- 29 settembre - Emilio Livi, cantante italiano (n. 1902)
- 29 settembre - Antal Pruha, calciatore ungherese (n. 1897)
- 30 settembre - Walter Abendroth, compositore e scrittore tedesco (n. 1896)
- 30 settembre - Gastone Medin, scenografo italiano (n. 1905)

## Ottobre(118)
- 1º ottobre - Ercole Drei, scultore italiano (n. 1886)
- 1º ottobre - Mohammad Hashim Maiwandwal, politico afghano (n. 1921)
- 1º ottobre - Lajos Kovács, allenatore di calcio e calciatore ungherese (n. 1894)
- 1º ottobre - Hassan Raghab, calciatore egiziano (n. 1909)
- 1º ottobre - Carlos Schneberger, calciatore cileno (n. 1902)
- 1º ottobre - Alvar Thiel, velista svedese (n. 1893)
- 2 ottobre - Aurelio Bertiglia, illustratore, pittore e pubblicitario italiano (n. 1891)
- 2 ottobre - Paul Hartman, attore e cantante statunitense (n. 1904)
- 2 ottobre - Paavo Nurmi, mezzofondista e siepista finlandese (n. 1897)
- 3 ottobre - Renato Anselmi, schermidore italiano (n. 1891)
- 3 ottobre - Guido Lospinoso, poliziotto e diplomatico italiano (n. 1885)
- 3 ottobre - Carl Wilhelm Petersén, giocatore di curling svedese (n. 1884)
- 4 ottobre - Jacques Flouret, cestista, lunghista e dirigente sportivo francese (n. 1907)
- 4 ottobre - Walter Montagu Douglas Scott, VIII duca di Buccleuch, nobile e politico britannico (n. 1894)
- 4 ottobre - Gigi Proietti, pugile e allenatore di pugilato italiano (n. 1909)
- 5 ottobre - Clem Ruh, cestista statunitense (n. 1915)
- 5 ottobre - Milunka Savić, militare serba (n. 1888)
- 6 ottobre - Giuseppe Becce, compositore italiano (n. 1877)
- 6 ottobre - Sidney Blackmer, attore statunitense (n. 1895)
- 6 ottobre - François Cevert, pilota automobilistico francese (n. 1944)
- 6 ottobre - Dezső Fábián, pallanuotista ungherese (n. 1918)
- 6 ottobre - Poul Preben Jørgensen, ginnasta danese (n. 1892)
- 6 ottobre - Dennis Price, attore britannico (n. 1915)
- 6 ottobre - František Srna, motociclista slovacco (n. 1932)
- 7 ottobre - Masayuki Mori, attore giapponese (n. 1911)
- 7 ottobre - Lucien Servanty, ingegnere aeronautico francese (n. 1909)
- 8 ottobre - Otto Brendel, archeologo e etruscologo tedesco (n. 1901)
- 8 ottobre - Evan Tom Davies, matematico gallese (n. 1904)
- 8 ottobre - Tom Malloy, direttore della fotografia, montatore e sceneggiatore statunitense (n. 1897)
- 8 ottobre - Gabriel Marcel, filosofo, scrittore e drammaturgo francese (n. 1889)
- 9 ottobre - Claude W. Hibbard, paleontologo statunitense (n. 1905)
- 9 ottobre - Maxim Jacobsen, violinista e insegnante lettone (n. 1887)
- 9 ottobre - Romana Mischi, artista e scrittrice italiana (n. 1905)
- 9 ottobre - Giuseppe Preziosi, pittore e architetto italiano (n. 1895)
- 9 ottobre - Sister Rosetta Tharpe, cantante e chitarrista statunitense (n. 1915)
- 10 ottobre - Ludwig von Mises, economista austriaco (n. 1881)
- 11 ottobre - Roberto Arcaleni, musicista italiano (n. 1883)
- 11 ottobre - Walter Audisio, partigiano e politico italiano (n. 1909)
- 12 ottobre - Peter Aufschnaiter, alpinista e agronomo austriaco (n. 1899)
- 12 ottobre - Giuliano De Laurentiis, politico italiano (n. 1923)
- 12 ottobre - Harry Johnston, calciatore e allenatore di calcio inglese (n. 1919)
- 12 ottobre - Alois Puff, militare e politico austriaco (n. 1890)
- 13 ottobre - Francesco Albergamo, filosofo, storico della filosofia e docente italiano (n. 1896)
- 13 ottobre - Gino Beltrame, politico e partigiano italiano (n. 1902)
- 13 ottobre - Witold Gerutto, multiplista, pesista e dirigente sportivo polacco (n. 1912)
- 13 ottobre - Cevat Şakir, scrittore e etnografo turco (n. 1886)
- 14 ottobre - Edmund A. Chester, direttore artistico e giornalista statunitense (n. 1897)
- 14 ottobre - Jean Mouroux, teologo francese (n. 1901)
- 14 ottobre - Guido Tieghi, allenatore di calcio e calciatore italiano (n. 1925)
- 14 ottobre - Vespasiano Trigona, nobile e dirigente sportivo italiano (n. 1898)
- 15 ottobre - Gábor Kléber, calciatore ungherese (n. 1901)
- 15 ottobre - Jacques Vandier, egittologo francese (n. 1904)
- 15 ottobre - Emil Voigt, mezzofondista britannico (n. 1883)
- 15 ottobre - Andrew Wilson, calciatore e allenatore di calcio britannico (n. 1896)
- 16 ottobre - Pietro Freschi, canottiere italiano (n. 1906)
- 16 ottobre - Gene Krupa, batterista statunitense (n. 1909)
- 16 ottobre - Ermelindo Lovagnini, calciatore italiano (n. 1921)
- 16 ottobre - Enrico Patti, allenatore di calcio, dirigente sportivo e calciatore italiano (n. 1896)
- 16 ottobre - Harry Schreurs, calciatore olandese (n. 1901)
- 16 ottobre - Uliks Stranger, politico e avvocato austriaco (n. 1888)
- 16 ottobre - Tivadar Török, calciatore ungherese (n. 1904)
- 17 ottobre - Ingeborg Bachmann, poetessa, scrittrice e giornalista austriaca (n. 1926)
- 17 ottobre - Saverio Muratori, architetto, urbanista e storico dell'architettura italiano (n. 1910)
- 17 ottobre - Edoardo Orabona, ingegnere italiano (n. 1897)
- 18 ottobre - Virgilio Crocco, giornalista italiano (n. 1940)
- 18 ottobre - Damiano, vescovo ortodosso albanese (n. 1886)
- 18 ottobre - Walt Kelly, fumettista e animatore statunitense (n. 1913)
- 18 ottobre - Giuseppe Scortecci, zoologo, esploratore e docente italiano (n. 1898)
- 18 ottobre - Leo Strauss, filosofo tedesco (n. 1899)
- 18 ottobre - Crane Wilbur, attore, sceneggiatore e regista statunitense (n. 1886)
- 19 ottobre - Catrano Catrani, regista cinematografico, produttore cinematografico e sceneggiatore italiano (n. 1910)
- 20 ottobre - Angelo De Carlo, mafioso statunitense (n. 1902)
- 20 ottobre - Auguste Garrebeek, ciclista su strada belga (n. 1912)
- 20 ottobre - Lucien Moraweck, compositore francese (n. 1901)
- 20 ottobre - Emil Seifert, calciatore cecoslovacco (n. 1900)
- 21 ottobre - Andrej L'vovič Abrikosov, attore sovietico (n. 1906)
- 21 ottobre - Conrad Carlsrud, ginnasta norvegese (n. 1884)
- 21 ottobre - Aldo Cevenini, calciatore italiano (n. 1889)
- 21 ottobre - Alberto Consiglio, giornalista, politico e sceneggiatore italiano (n. 1902)
- 21 ottobre - Fritz Deike, calciatore tedesco (n. 1913)
- 21 ottobre - Nasif Estéfano, pilota automobilistico argentino (n. 1932)
- 21 ottobre - Jules Matton, ciclista su strada belga (n. 1897)
- 21 ottobre - Dick Murphy, cestista statunitense (n. 1921)
- 21 ottobre - Henry Stallard, mezzofondista britannico (n. 1901)
- 22 ottobre - Pau Casals, violoncellista, compositore e direttore d'orchestra spagnolo (n. 1876)
- 23 ottobre - Giuseppe Quattrone, politico italiano (n. 1899)
- 23 ottobre - Camillo Rosso, generale italiano (n. 1882)
- 23 ottobre - Claire Windsor, attrice statunitense (n. 1892)
- 24 ottobre - Pietro Loretelli, generale italiano (n. 1915)
- 24 ottobre - Domenico Ponzi, scultore italiano (n. 1891)
- 24 ottobre - Costantino Stella, arcivescovo cattolico italiano (n. 1900)
- 25 ottobre - Abebe Bikila, maratoneta etiope (n. 1932)
- 25 ottobre - Sebastiano Craveri, fumettista e illustratore italiano (n. 1899)
- 25 ottobre - Émile Masson, ciclista su strada belga (n. 1888)
- 25 ottobre - Oleg Pantjuchov, militare e educatore russo (n. 1882)
- 25 ottobre - Robert Scholl, politico tedesco (n. 1891)
- 26 ottobre - James Bell, attore statunitense (n. 1891)
- 26 ottobre - José Borgatti, vescovo cattolico argentino (n. 1891)
- 26 ottobre - Semën Michajlovič Budënnyj, generale e politico sovietico (n. 1883)
- 26 ottobre - Veludo, calciatore brasiliano (n. 1930)
- 27 ottobre - Norman Allin, basso e insegnante britannico (n. 1884)
- 27 ottobre - Giuseppe Grosso, giurista e politico italiano (n. 1906)
- 27 ottobre - Gordon Hoare, calciatore inglese (n. 1884)
- 27 ottobre - Allan Lane, attore statunitense (n. 1909)
- 27 ottobre - Otilio Ulate Blanco, politico costaricano (n. 1891)
- 28 ottobre - Conrad Engelhardt, ammiraglio tedesco (n. 1898)
- 28 ottobre - Taha Hussein, scrittore, docente e politico egiziano (n. 1889)
- 28 ottobre - Fred Kean, calciatore inglese (n. 1898)
- 28 ottobre - Sergio Tofano, attore, regista e fumettista italiano (n. 1886)
- 29 ottobre - Johnny Coulon, pugile canadese (n. 1889)
- 29 ottobre - Max Morise, artista, scrittore e attore francese (n. 1900)
- 29 ottobre - Estanislau de Figueiredo Pamplona, calciatore brasiliano (n. 1904)
- 29 ottobre - Heiko Schwartz, pallanuotista tedesco (n. 1911)
- 30 ottobre - Filippo Figari, pittore italiano (n. 1885)
- 30 ottobre - József Péter, calciatore ungherese (n. 1904)
- 31 ottobre - Jean Cassaigne, vescovo cattolico e missionario francese (n. 1895)
- 31 ottobre - Lucha Reyes, cantante peruviana (n. 1936)
- 31 ottobre - Walther Schröder, generale e poliziotto tedesco (n. 1902)

## Novembre(99)
- 1º novembre - James Edward Abbe, fotografo statunitense (n. 1883)
- 1º novembre - Giulio Girola, attore italiano (n. 1912)
- 2 novembre - Paul Baron, allenatore di calcio e calciatore francese (n. 1895)
- 2 novembre - Walter Forstmann, militare tedesco (n. 1883)
- 2 novembre - Greasy Neale, allenatore di football americano, giocatore di baseball e allenatore di pallacanestro statunitense (n. 1891)
- 3 novembre - Marc Allégret, regista e sceneggiatore francese (n. 1900)
- 3 novembre - Guglielmo Del Bimbo, canottiere italiano (n. 1903)
- 3 novembre - Natale Froglia, calciatore italiano (n. 1906)
- 3 novembre - Domenico Schiavone, politico italiano (n. 1890)
- 3 novembre - Vladimir Fëdorovič Vavilov, compositore, liutista e chitarrista russo (n. 1925)
- 3 novembre - Arturo de Córdova, attore messicano (n. 1908)
- 4 novembre - Francis John Doyle, vescovo cattolico australiano (n. 1897)
- 4 novembre - Ugo Pozzan, allenatore di calcio e calciatore italiano (n. 1929)
- 4 novembre - Karl Heinrich Waggerl, scrittore austriaco (n. 1897)
- 5 novembre - Virginia MacVeagh, tennista britannica (n. 1887)
- 5 novembre - Joaquín Maurín, politico spagnolo (n. 1896)
- 5 novembre - Alfred Sherwood Romer, paleontologo statunitense (n. 1894)
- 6 novembre - Noël Roquevert, attore francese (n. 1892)
- 6 novembre - Erich Wollenberg, politico, militare e giornalista tedesco (n. 1892)
- 7 novembre - Kiyohide Shima, ammiraglio giapponese (n. 1890)
- 8 novembre - Arthur Stanley Tritton, islamista e storico britannico (n. 1881)
- 9 novembre - Apostol Karamitev, attore bulgaro (n. 1923)
- 9 novembre - Erik de Laval, pentatleta svedese (n. 1888)
- 10 novembre - Ferruccio Funghi, fantino italiano (n. 1901)
- 10 novembre - Giovanni Lerario, presbitero e pittore italiano (n. 1913)
- 10 novembre - Francesco Mattea, arbitro di calcio italiano (n. 1895)
- 10 novembre - Rosemary Theby, attrice statunitense (n. 1892)
- 11 novembre - Octavio Díaz, calciatore argentino (n. 1900)
- 11 novembre - Charles Loyd, generale inglese (n. 1891)
- 11 novembre - Artturi Ilmari Virtanen, chimico finlandese (n. 1895)
- 11 novembre - Hasan al-Hudaybi, politico egiziano (n. 1891)
- 12 novembre - David Abel, direttore della fotografia olandese (n. 1883)
- 12 novembre - Wacław Stachiewicz, generale e scrittore polacco (n. 1894)
- 12 novembre - Armand Thirard, direttore della fotografia francese (n. 1899)
- 13 novembre - Nicolas Eekman, pittore olandese (n. 1889)
- 13 novembre - Bryan Stanley Johnson, scrittore, poeta e critico letterario inglese (n. 1933)
- 13 novembre - Lila Lee, attrice statunitense (n. 1901)
- 13 novembre - Bruno Maderna, compositore e direttore d'orchestra italiano (n. 1920)
- 13 novembre - Elsa Schiaparelli, stilista e costumista italiana (n. 1890)
- 13 novembre - Con Colleano, circense australiano (n. 1899)
- 14 novembre - František Franěk, pallanuotista cecoslovacco (n. 1901)
- 14 novembre - František Sedláček, allenatore di calcio e calciatore cecoslovacco (n. 1898)
- 15 novembre - Pompeo Borra, pittore italiano (n. 1898)
- 15 novembre - Michele Lanza, diplomatico italiano (n. 1906)
- 15 novembre - Sid Rogell, produttore cinematografico statunitense (n. 1900)
- 15 novembre - Honey Russell, cestista, allenatore di pallacanestro e giocatore di football americano statunitense (n. 1902)
- 15 novembre - Guglielmo Schiratti, politico italiano (n. 1901)
- 16 novembre - Amedeo Escobar, compositore e musicista italiano (n. 1888)
- 16 novembre - Lorenzo Fernández, calciatore uruguaiano (n. 1900)
- 16 novembre - Alfredo Ghierra, calciatore uruguaiano (n. 1894)
- 16 novembre - Mario Villa, matematico italiano (n. 1907)
- 16 novembre - Alan Watts, filosofo e oratore britannico (n. 1915)
- 17 novembre - Mirra Alfassa, mistica francese (n. 1878)
- 18 novembre - Juan Ferraro, calciatore argentino (n. 1923)
- 18 novembre - Alois Hába, compositore ceco (n. 1893)
- 18 novembre - Peter Thomas McKeefry, cardinale neozelandese (n. 1899)
- 19 novembre - William Kiernan, scenografo statunitense (n. 1908)
- 19 novembre - Pietro Solero, presbitero, militare e alpinista italiano (n. 1911)
- 19 novembre - Esperia Sperani, attrice italiana (n. 1903)
- 20 novembre - Viola Lawrence, montatrice statunitense (n. 1894)
- 20 novembre - Carlo Rosa, calciatore italiano (n. 1909)
- 20 novembre - Allan Sherman, scrittore e cantante statunitense (n. 1924)
- 21 novembre - Vincenzo Chiabotto, calciatore italiano (n. 1899)
- 21 novembre - Roy Fedden, ingegnere britannico (n. 1885)
- 21 novembre - Vitalien Laurent, presbitero e bizantinista francese (n. 1896)
- 21 novembre - Carlo Micheluzzi, attore italiano (n. 1886)
- 22 novembre - Carlo Saraudi, pugile e allenatore di pugilato italiano (n. 1899)
- 22 novembre - Constance Talmadge, attrice statunitense (n. 1898)
- 23 novembre - Claire Dodd, attrice statunitense (n. 1908)
- 23 novembre - Sessue Hayakawa, attore, produttore cinematografico e regista giapponese (n. 1886)
- 23 novembre - José Alfredo Jiménez, compositore e cantautore messicano (n. 1926)
- 23 novembre - Carlo Nembrini, alpinista italiano (n. 1939)
- 23 novembre - Remo Taccani, pittore italiano (n. 1891)
- 23 novembre - Oscar Tarrío, calciatore argentino (n. 1909)
- 23 novembre - Jennie Tourel, mezzosoprano statunitense (n. 1900)
- 24 novembre - Hugh Llewellyn Glyn Hughes, medico e generale britannico (n. 1892)
- 24 novembre - Sidney Jellicoe, teologo e biblista britannico (n. 1906)
- 24 novembre - Nikolaj Il'ič Kamov, ingegnere aeronautico sovietico (n. 1902)
- 24 novembre - Antonín Perner, calciatore cecoslovacco (n. 1899)
- 24 novembre - Adolfo Porcellini, politico italiano (n. 1884)
- 24 novembre - Giorgio Wenter Marini, architetto italiano (n. 1890)
- 25 novembre - Albert DeSalvo, serial killer statunitense (n. 1931)
- 25 novembre - Laurence Harvey, attore e regista britannico (n. 1928)
- 25 novembre - Elisa Leonida Zamfirescu, ingegnere e inventrice rumena (n. 1887)
- 25 novembre - Giuseppe Placido Nicolini, vescovo cattolico italiano (n. 1877)
- 26 novembre - Concetto Lo Presti, politico e antifascista italiano (n. 1903)
- 26 novembre - Edith Mason, soprano statunitense (n. 1892)
- 26 novembre - Vittorio Varale, giornalista e scrittore italiano (n. 1891)
- 27 novembre - Salvatore Biondi, collezionista d'arte e storico italiano (n. 1885)
- 27 novembre - Arthur Palmer, tennista britannico (n. 1886)
- 28 novembre - Umberto Albini, politico e prefetto italiano (n. 1895)
- 28 novembre - Martha Bibescu, nobildonna, scrittrice e poetessa rumena (n. 1886)
- 29 novembre - Fred Apostoli, pugile statunitense (n. 1913)
- 29 novembre - Taizō Ichinose, fotografo giapponese (n. 1947)
- 29 novembre - Giovanni Malfer, letterato italiano (n. 1882)
- 30 novembre - Antonio Bonesini, calciatore italiano (n. 1910)
- 30 novembre - Salvatore Calabrese, medico italiano (n. 1903)
- 30 novembre - Raymond Erith, architetto britannico (n. 1904)
- 30 novembre - Aleksandr Kurynov, sollevatore sovietico (n. 1934)

## Dicembre(109)
- 1º dicembre - David Ben Gurion, politico, giornalista e sindacalista polacco (n. 1886)
- 1º dicembre - Bruno Brivonesi, ammiraglio italiano (n. 1886)
- 1º dicembre - Willem Hesselink, allenatore di calcio e calciatore olandese (n. 1878)
- 2 dicembre - Giacomo Carboni, generale italiano (n. 1889)
- 2 dicembre - Watson Washburn, tennista statunitense (n. 1894)
- 2 dicembre - Ivan Slezjuk, vescovo cattolico ucraino (n. 1896)
- 3 dicembre - József Darvas, scrittore e politico ungherese (n. 1912)
- 3 dicembre - Adolfo Ruiz Cortines, politico e militare messicano (n. 1890)
- 3 dicembre - Aleardo Ward, attore italiano (n. 1915)
- 4 dicembre - Lauri Lehtinen, mezzofondista finlandese (n. 1908)
- 4 dicembre - Michael O'Shea, attore statunitense (n. 1906)
- 5 dicembre - Guido Favati, poeta e critico letterario italiano (n. 1920)
- 5 dicembre - Vojeslav Molè, storico dell'arte e poeta sloveno (n. 1886)
- 5 dicembre - Vera Rol, attrice, showgirl e ballerina italiana (n. 1920)
- 5 dicembre - Robert Watson-Watt, inventore britannico (n. 1892)
- 6 dicembre - Adile Sultan, principessa ottomana (n. 1887)
- 6 dicembre - Isabella d'Asburgo-Teschen, nobile austriaca (n. 1887)
- 6 dicembre - Giuseppe Galluzzi, calciatore e allenatore di calcio italiano (n. 1903)
- 6 dicembre - Giuseppe Guido Lo Schiavo, giurista, magistrato e scrittore italiano (n. 1899)
- 6 dicembre - Antonino Pagliaro, iranista, glottologo e filosofo italiano (n. 1898)
- 6 dicembre - Olinda Yip, cestista peruviana (n. 1930)
- 7 dicembre - Aleksandr Gorbatov, generale sovietico (n. 1891)
- 7 dicembre - Henri Le Saux, monaco cristiano francese (n. 1910)
- 7 dicembre - Benn Wolfe Levy, commediografo, sceneggiatore e politico britannico (n. 1900)
- 7 dicembre - Alfredo Rigodanzo, partigiano italiano (n. 1922)
- 7 dicembre - Eino Soinio, calciatore finlandese (n. 1894)
- 8 dicembre - Robert Juranic, calciatore austriaco (n. 1904)
- 8 dicembre - Theo Schetters, calciatore olandese (n. 1896)
- 8 dicembre - Carlo Vittorio di Wied, nobile albanese (n. 1913)
- 8 dicembre - Şehzade Mehmed Abid, principe ottomano (n. 1905)
- 9 dicembre - Giovanni Caviglia, calciatore italiano (n. 1902)
- 9 dicembre - Fernand Desonay, linguista belga (n. 1899)
- 9 dicembre - Mary Fuller, attrice e sceneggiatrice statunitense (n. 1888)
- 9 dicembre - Urbain Wallet, calciatore francese (n. 1899)
- 9 dicembre - Eva Zona, critica letteraria e traduttrice italiana (n. 1888)
- 10 dicembre - Luigina Bonfanti, velocista e lunghista italiana (n. 1907)
- 10 dicembre - Earle Foxe, attore statunitense (n. 1891)
- 11 dicembre - Angiolo Gabrielli, ciclista su strada italiano (n. 1894)
- 11 dicembre - Libera Trevisani Levi-Civita, matematica italiana (n. 1890)
- 11 dicembre - Karin de Laval, traduttrice svedese (n. 1894)
- 12 dicembre - Celso Cicognani, politico italiano (n. 1901)
- 12 dicembre - Umberto Franzosi, pittore italiano (n. 1892)
- 12 dicembre - Atilio García, calciatore argentino (n. 1914)
- 12 dicembre - Ranald MacDougall, sceneggiatore e regista statunitense (n. 1915)
- 12 dicembre - Aleksej Ivanovič Prošljakov, generale e ingegnere sovietico (n. 1901)
- 13 dicembre - Giuseppe Beltrami, cardinale, arcivescovo cattolico e diplomatico italiano (n. 1889)
- 13 dicembre - Henry Green, scrittore britannico (n. 1905)
- 13 dicembre - Dick Tol, calciatore olandese (n. 1934)
- 13 dicembre - Allie Wrubel, compositore statunitense (n. 1905)
- 14 dicembre - Giovanni Battista Adonnino, avvocato e politico italiano (n. 1889)
- 14 dicembre - Giuseppe Aventi, antifascista, saggista e giornalista italiano (n. 1893)
- 14 dicembre - Gabriel Cochet, generale francese (n. 1888)
- 14 dicembre - Heinrich Kirchheim, generale tedesco (n. 1882)
- 14 dicembre - Johannes Baptist Neuhäusler, vescovo cattolico, teologo e attivista tedesco (n. 1888)
- 15 dicembre - Lodovico Gambara, pediatra, giornalista e saggista italiano (n. 1898)
- 15 dicembre - Kurt Meißner, calciatore tedesco (n. 1897)
- 16 dicembre - Franz Xaver Fuhr, pittore tedesco (n. 1898)
- 16 dicembre - Pavão, calciatore portoghese (n. 1947)
- 17 dicembre - Charles Greeley Abbot, astrofisico e astronomo statunitense (n. 1872)
- 17 dicembre - Riccardo Carbone, fotografo e fotoreporter italiano (n. 1897)
- 17 dicembre - Amleto Giovanni Cicognani, cardinale italiano (n. 1883)
- 17 dicembre - André Goeuriot, cestista francese (n. 1921)
- 17 dicembre - Olga Resnevič Signorelli, giornalista, biografa e traduttrice russa (n. 1883)
- 17 dicembre - Sjef van Run, calciatore olandese (n. 1904)
- 17 dicembre - Great Togo, wrestler statunitense (n. 1911)
- 17 dicembre - Antonio Zara, militare italiano (n. 1953)
- 18 dicembre - Generoso Jodice, politico italiano (n. 1905)
- 19 dicembre - Emilio Niero, pittore italiano (n. 1927)
- 19 dicembre - Povilas Plechavičius, generale lituano (n. 1890)
- 19 dicembre - Philip Sachs, allenatore di pallacanestro statunitense (n. 1902)
- 20 dicembre - Luis Carrero Blanco, ammiraglio e politico spagnolo (n. 1904)
- 20 dicembre - Bobby Darin, cantante e attore statunitense (n. 1936)
- 20 dicembre - Käthe von Nagy, attrice ungherese (n. 1904)
- 20 dicembre - Federico Vittore Nardelli, scrittore e ingegnere italiano (n. 1891)
- 22 dicembre - Virgil Exner, designer statunitense (n. 1909)
- 22 dicembre - Chieko Naniwa, attrice giapponese (n. 1907)
- 22 dicembre - Irna Phillips, autrice televisiva statunitense (n. 1901)
- 23 dicembre - James Anderson, tennista australiano (n. 1894)
- 23 dicembre - Gerard Peter Kuiper, astronomo olandese (n. 1905)
- 23 dicembre - Otto Montag, calciatore tedesco (n. 1897)
- 24 dicembre - Sergei Chakhotin, biologo, sociologo e attivista tedesco (n. 1883)
- 24 dicembre - Vittoria Crispo, attrice italiana (n. 1900)
- 24 dicembre - Fritz Gause, storico e archivista tedesco (n. 1893)
- 24 dicembre - Utahna La Reno, attrice statunitense (n. 1904)
- 24 dicembre - Pietro Romani, politico italiano (n. 1885)
- 24 dicembre - Bruno Wolke, ciclista su strada tedesco (n. 1904)
- 25 dicembre - Leona Anderson, attrice statunitense (n. 1885)
- 25 dicembre - Manlio Livio Cassandro, medico e politico italiano (n. 1924)
- 25 dicembre - İsmet İnönü, generale e politico turco (n. 1884)
- 25 dicembre - Gabriel Voisin, pioniere dell'aviazione francese (n. 1880)
- 26 dicembre - Steven Geray, attore ungherese (n. 1904)
- 26 dicembre - William Haines, attore e antiquario statunitense (n. 1900)
- 26 dicembre - Harold Hotelling, statistico statunitense (n. 1895)
- 26 dicembre - Federigo Melis, storico italiano (n. 1914)
- 26 dicembre - Carlo Savonuzzi, ingegnere italiano (n. 1897)
- 27 dicembre - Mario Chiaudano, storico italiano (n. 1889)
- 27 dicembre - Umberto Visetti, militare italiano (n. 1897)
- 28 dicembre - Aleksandr Arturovič Rou, regista sovietico (n. 1906)
- 29 dicembre - Willy Birgel, attore tedesco (n. 1891)
- 30 dicembre - Henri Büsser, compositore, organista e direttore d'orchestra francese (n. 1872)
- 30 dicembre - Marcel Gensoul, ammiraglio francese (n. 1880)
- 30 dicembre - Michail Michajlovič Somov, esploratore e oceanografo russo (n. 1908)
- 31 dicembre - Mario Boero, pallanuotista italiano (n. 1893)
- 31 dicembre - Ettore Caccia, critico letterario e italianista italiano (n. 1925)
- 31 dicembre - Vito Carmelo Colamonico, geografo italiano (n. 1882)
- 31 dicembre - Vincent Victor Dereere, vescovo cattolico belga (n. 1880)
- 31 dicembre - Rita Flynn, attrice statunitense (n. 1905)
- 31 dicembre - A. Edward Sutherland, regista, attore e produttore cinematografico statunitense (n. 1895)
- 31 dicembre - Alfrēds Verners, calciatore e hockeista su ghiaccio lettone (n. 1912)

## Senza giorno specificato(72)
- Donald Hatch Andrews, chimico statunitense (n. 1898)
- Leopoldo Bard, medico, politico e dirigente sportivo argentino (n. 1886)
- Michelangelo Bedini, pittore italiano (n. 1904)
- Giuseppe Bellisario, direttore d'orchestra, compositore e pianista italiano (n. 1902)
- Vera Bock, illustratrice russa (n. 1905)
- Enrico Bracchi, ufficiale italiano (n. 1898)
- Alberto Caffassi, pittore italiano (n. 1894)
- Alberto Caligiani, pittore, incisore e scrittore italiano (n. 1894)
- Ernesto Candia, calciatore e allenatore di calcio argentino (n. 1921)
- Damiano Caruso, mafioso italiano (n. 1937)
- Cesare Cesarini, compositore e direttore d'orchestra italiano (n. 1905)
- Lorenzo Chiaraviglio, architetto italiano (n. 1910)
- Vincenzo Ciaffi, antifascista, regista teatrale e latinista italiano (n. 1915)
- Francesco Paolo Como, pittore e scultore italiano (n. 1888)
- Phil DeLara, fumettista e animatore statunitense (n. 1914)
- Wagih El-Kashef, calciatore egiziano (n. 1909)
- Giacinto Fiore, pittore italiano (n. 1911)
- Marcello Firpo, poeta e scrittore francese (n. 1876)
- Dirk Foch, direttore d'orchestra e compositore olandese (n. 1886)
- Oreste Fortuna, generale italiano (n. 1893)
- Antonio Fossati, calciatore italiano (n. 1920)
- Harry Franks, pugile britannico (n. 1891)
- Cosimo Fricelli, regista e attore italiano (n. 1917)
- Giuseppe Galbai, ciclista su strada, pilota motociclistico e imprenditore italiano (n. 1887)
- Walter Grant, tenore e attore italiano (n. 1875)
- Danny Green, attore inglese (n. 1903)
- Alfonse Henry Heller, ingegnere e botanico statunitense (n. 1894)
- Richard Hull, scrittore britannico (n. 1896)
- Emilio Lancia, architetto italiano (n. 1890)
- Li Zhen, politico e militare cinese (n. 1914)
- Vladimír Lodr, cestista e allenatore di pallacanestro cecoslovacco (n. 1934)
- Polly Luce, attrice statunitense (n. 1905)
- Antonio Maddaluno, calciatore italiano (n. 1908)
- Carlo Maluta, calciatore e allenatore di calcio italiano (n. 1927)
- Pasquarosa, pittrice italiana (n. 1896)
- Barsanofio Pasquale Marsella, storico e presbitero italiano (n. 1880)
- Zelindo Ciro Martignoni, politico italiano (n. 1897)
- Domenico Mastini, inventore italiano (n. 1897)
- Antonio Meneghetti, militare e compositore italiano (n. 1890)
- Beniamino Montesano, militare italiano (n. 1899)
- Gwigwi Mrwebi, sassofonista e clarinettista sudafricano (n. 1936)
- Otto Mráz, calciatore cecoslovacco (n. 1901)
- Emilio Musso, scultore italiano (n. 1890)
- Uriel Nespoli, direttore d'orchestra italiano (n. 1884)
- Felice Paradiso, pediatra italiano (n. 1896)
- Giuseppe Pessina, fotografo italiano (n. 1879)
- Giovanni Porfirio, partigiano, antifascista e politico italiano (n. 1897)
- Elettra Raggio, attrice, regista e sceneggiatrice italiana (n. 1887)
- Hans Refior, ufficiale tedesco (n. 1906)
- Alberto Riccoboni, architetto e storico dell'arte italiano (n. 1894)
- Dries Riphagen, criminale di guerra olandese (n. 1909)
- Guido Romanelli, militare italiano (n. 1876)
- Mariano Rosati, filosofo e poeta italiano (n. 1894)
- Enrico Russo, politico e sindacalista italiano (n. 1895)
- Gastone Silvano Spinetti, giornalista e funzionario italiano (n. 1908)
- Giovanni Starace, militare italiano (n. 1920)
- Luis Subercaseaux, diplomatico, calciatore e velocista cileno (n. 1882)
- Walter Summers, regista e sceneggiatore inglese (n. 1896)
- Paolo Supino, generale italiano (n. 1893)
- Luigi Galeazzo Tenconi, scrittore e traduttore italiano (n. 1899)
- Dorothea Thiess, attrice tedesca (n. 1897)
- Pietro Torta, ingegnere e esperantista italiano (n. 1896)
- Antonino Trizzino, giornalista e militare italiano (n. 1899)
- Felice Tua, generale italiano (n. 1912)
- Carlo Vitale, politico italiano (n. 1930)
- Josef Walter, ginnasta svizzero (n. 1901)
- Wang Zi-Ping, artista marziale cinese (n. 1891)
- Hermann Westerhaus, ginnasta e docente tedesco (n. 1900)
- James Wilson, mezzofondista britannico (n. 1891)
- Mílton Alves da Silva, calciatore brasiliano (n. 1931)
- Giovanni de Vergottini, storico italiano (n. 1900)
- Hélio dos Santos, calciatore brasiliano